# Massenricht
Massenricht ist ein Gemeindeteil der Stadt Hirschau im Landkreis Amberg-Sulzbach in der Oberpfalz in Bayern. Ab 1818 war es eine Gemeinde, zu der die Orte Obersteinbach und Untersteinbach, die Weiler Rödlas und Träglhof sowie die Einöde Hummelmühle gehörten. Heute hat Massenricht etwa 180 Einwohner; die Ortschaften der ehemaligen Gemeinde haben zusammen etwas mehr als 350. Erstmals urkundlich erwähnt wurde der Ort im Böhmischen Salbüchlein, das in den Jahren 1366 bis 1368 entstand. Neben dem Ort Massenricht gibt es eine Gemarkung Massenricht.

## Herkunft des Namens
Massenricht wurde im Mittelalter meist als „Melsenreut“ (in verschiedenen Schreibweisen) erwähnt. Der Namensbestandteil -reuth lässt auf eine Rodesiedlung schließen, der Bestandteil Melsen wohl entweder auf die Person des Gründers Eliso zum Elsenreuth oder auf den vorgefundenen Zustand der Örtlichkeit zurückzuführen. 1409 erschien Massenricht in einer Lehensurkunde unter dem Namen „Melsenrewt bey Ehenfeldt“, 1465 als „Melsenrewt bey Ehenfelt gelegen“. 1471 war die Rede von „Melssenriet“, 1486 von „Mellsenrewt“ und 1577 von „Melssenried“. Im 17. Jahrhundert erschien erstmals Massen als vorderer Bestandteil des Ortsnamens. 1630 ist es als „Massenriedt“ belegt und als 1661 „Massenrieth“.
Im Verzeichnis von Ignatz Biechl aus dem Jahr 1783 sowie in dem von Johann W. Melchinger aus dem Jahr 1796 wird Massenricht als „Mässenried“ erwähnt. Die heutige Schreibweise „Massenricht“ ist erstmals 1812 belegt.

## Geographie

### Geographische Lage
Die Gemarkung Massenricht und der Ort liegen im nördlichen Stadtgebiet von Hirschau an der Grenze des Landkreises Amberg-Sulzbach zum Landkreis Neustadt an der Waldnaab.
Nördlich von Massenricht liegen Ober- und Untersteinbach, Thansüß und Freihung, im Osten Röthenbach und Kohlberg, im Süden Ehenfeld und Hirschau und im Westen Seugast und Großschönbrunn.

### Geologie
Zwischen Massenricht und Ehenfeld verläuft die sogenannte Freihunger Störung. Entlang dieser Störung wurden Gesteinsschichten um bis zu 1500 Meter herausgehoben, wodurch die zirka 88 Millionen Jahre alten Gesteine der Oberkreide bei Ehenfeld direkt neben die etwa 280 Millionen Jahre alten Ablagerungen des Rotliegend gelangten, auf denen Massenricht, Rödlas und Träglhof liegen.

### Topographie
Das Dorf liegt an der Nordflanke des Rödlasberges. Der Ortskern von Massenricht befindet sich auf 487 m ü. NN. Die Spitze des Rödlasberges, etwa 800 Meter südlich des Ortskerns, hat eine Höhe von 579 m ü. NN. Der Rödlasberg ist der westliche Abschluss des Höhenzuges zwischen dem Ehenbachtal und dem Röthenbachtal beziehungsweise Haidenaabtal.
Kleine Fließgewässer gibt es in Massenricht nicht. Für eine ständige Wasserführung ist das Einzugsgebiet vom Rödlaser Berg an zu klein und die Entfernung zu gering. Das Wasser versickert in der sogenannten Louh (Lohe) oder gelangt bestenfalls bis zu den Weihern. Einige Fischweiher in der Senke nördlich des Dorfes haben keinen ständigen Zulauf.
Die Senke stellt eine Wasserscheide dar. Der nordwestliche Teil entwässert über den Ringelmühlbach zur Vils bei Freihung, der nordöstliche Teil über Obersteinbach zum Röthenbach und damit in die Haidenaab.

### Klima
Massenricht liegt in der warmgemäßigten Klimazone (effektive Klimaklassifikation nach Köppen und Geiger: Cfb). Das ganze Jahr über gibt es deutliche Niederschläge, selbst der trockenste Monat weist noch hohe Niederschlagsmengen auf. Die Jahresdurchschnittstemperatur in Massenricht liegt bei 9,0 °C. Jährlich fallen durchschnittlich etwa 820 mm Niederschlag.

### Naturräumliche Zuordnung
Massenricht liegt im Norden des Oberpfälzischen Hügellandes. Da von den Einzelblättern 1:200.000 zum Handbuch der naturräumlichen Gliederung Deutschlands das Blatt 154/155 Bayreuth nicht erschienen ist, existiert für den Nordteil des Oberpfälzischen Hügellandes keine Feingliederung.
In einschlägiger Fachliteratur wird die geologische Untereinheit, in der Massenricht mit den Teilen der ehemaligen Gemeinde liegt, als Kohlberger Höhenrücken bezeichnet.

## Geschichte

### Erstnennung (14. Jahrhundert)
Wann sich im Gebiet von Massenricht erstmals Menschen niederließen, ist nicht bekannt. Belegen lässt sich jedoch, dass dort verschiedene Orte entstanden und wieder verschwanden. An manche erinnern noch Flurnamen, wie zum Beispiel Pürkha oder Pimpach.
Erstmals erwähnt wurde der Ort Massenricht im Böhmischen Salbüchlein, das zwischen 1366 und 1368 entstand. Dort heißt es: „Marquart Slifperger von Hirßawe hat den zehenden uber andenhalb lehen zu Melsenreuth“. „Schlifberg“, das im Jahre 1409 erstmals und im Wehrverzeichnis des Pflegamts Hirschau aus dem Jahre 1501 abermals zusammen mit „Mellßenrieth“ (Massenricht) urkundlich erwähnt wurde, tauchte ab 1533 nicht mehr auf. Wahrscheinlich ist es in Massenricht aufgegangen.

### Lehensverhältnisse, Übergang an Bayern (1628), dörfliche Strukturen
1409 verlieh Pfalzgraf Johann „in name und an stad“ des Königs Ruprecht von der Pfalz „den zehenden uber zwey gut zu Slyffperg und den zehenden uber zwey gut zu Melsenrewt by Ehenfeldt“ als Reichslehen an Jakob Wyder von Puchelberg. 1465 bekam Jakob Wider dieselben Privilegien, die sein Vater von König Rupprecht erhalten hatte, von Kaiser Friedrich III. zuerkannt. Drei Jahre später erwarb diese Rechte Hansen Krausen, 1471 kaufte Hansen Roten diese Rechte. Dessen Söhne Caspar und Hieronimus erhielten sie 1481.
Einschneidende Änderungen brachte der Dreißigjährige Krieg für Massenrichts politische Zugehörigkeit. Als Folge der ersten Kriegsjahre mit einer Reihe von Niederlagen für die pfälzisch-böhmischen Truppen erhielt Herzog Maximilian I. als Entschädigung für die Kriegskosten 1628 die Obere Pfalz, zu der auch Massenricht gehörte. Massenricht wurde kurbayrisch, die Herrschaft der Kurpfalz über die Obere Pfalz war damit beendet. Im weiteren Fortgang des Krieges kamen im Januar 1637 Reiter und Musketiere der kaiserlichen Regimenter Gonzaga und Graf Maximilian von Walstein in die Gegend um Luhe und plünderten in den Tagen um den 1. Mai die Dörfer um Hirschau. Auch in Massenricht wüteten die Truppen. Sie drohten, dass sie den Bürgermeister Konrad Meyer „prennen und klammern“ wollten, die Bauern drangsalierten sie besonders übel. Daraufhin rückten 40 Einwohner aus Hirschau aus und nahmen einen Leutnant, einen Fähnrich, einen Feldwebel, einen Korporal und einen Musketier fest und führten sie nach Hirschau. Dort zwang man sie, ihre Beute herauszugeben und die Übergriffe einzugestehen. Danach entließ man sie wieder mit Ausnahme des Feldwebels Hans Veit.
Spätestens seit 1660 wurde in Massenricht ein Mühlsteinbruch betrieben. Der dortige Sandstein galt für die Herstellung von Mühlsteinen als besonders geeignet. Der Betrieb musste jedoch 1893 wegen Wassereinbruchs eingestellt werden.
In zwei Verzeichnissen aus dem Ende des 18. Jahrhunderts wird Massenricht als dem Gericht Hirschau, dem Rentamt Amberg und dem Bistum Regensburg zugehöriges Dorf erwähnt. Daher befinden sich im Staatsarchiv Amberg, Lehenhof Amberg, eine Reihe von Einträgen zu den oftmals kleinen Höfen, wie etwa den Sölden, oder es handelte sich, wie ein Eintrag lautet, um den „Zehnt aus einem halben Viertel des halben Hofs zu Massenricht“, der zu entrichten war. Auch lebten im Dorf Tagelöhner, die gar kein Land besaßen. Selbst die als „Söldner“ bezeichneten Kleinstbauern mit nur wenig oder gar keinem Vieh arbeiteten häufig als Tagelöhner oder Handwerker.
Nicht nur heute liegt Massenricht im Grenzgebiet von zwei Landkreisen, auch in früheren Zeiten befand sich das Dorf immer im Grenzgebiet von Herrschaftsbereichen. So verwundert es nicht, dass im Heiratsbuch der Pfarrei Ehenfeld 1767 ein Zöllner Mathias Luber aus Massenricht eingetragen ist. Das zum vor dem Dreißigjährigen Krieg kurpfälzischen und seitdem kurbayrischen Hirschau gehörende Massenricht lag zwischen dem bambergischen Vilseck und den zum Gemeinschaftsamt Parkstein-Weiden gehörenden Freihung, Röthenbach und Kohlberg. Parkstein-Weiden wurde von 1421 bis 1714 als Kondominium verwaltet. Ab 1714 war es sulzbachisch.

### Gemeinde (1818 bis 1978)

Die wohl älteste erhaltene Postkarte aus Massenricht (Poststempel 28. März 1915) zeigt oben eine Ansicht des Ortes und unten ein Bild aus der Dorfmitte, die Gastwirtschaft von Thomas Prösl (ehemaliges Gasthaus Schiffl), rechts daneben die Kapelle Maria Hilf von 1766

Als Teil der Reformen, die Anfang des 19. Jahrhunderts in Bayern initiiert wurden, und die als Teil der „Revolution von oben“ bezeichnet wurden, erhielten die dörflichen Gemeinden einerseits eine größere Selbstständigkeit in lokalen Fragen, andererseits wurden sie fiskalisch und rechtlich klarer zugeordnet. Durch das Erste bayerische Gemeindeedikt wurde Massenricht 1808 Steuerdistrikt und dem Landgericht Amberg und damit dem Naabkreis zugeordnet. Die Gemeindegrenzen sollten genau mit den Steuerdistriktgrenzen übereinstimmen. Zudem wurden einheitliche Kataster geschaffen und die Ämter in Steuerdistrikte eingeteilt. Nach der Auflösung des Naabkreises zugunsten des Mainkreises und des Regenkreises wurde Massenricht 1810 zusammen mit dem Landgericht Amberg dem Regenkreis zugeordnet (ab 1838 Kreis Oberpfalz und Regensburg).
Durch das Zweite bayerische Gemeindeedikt, das erstmals die Selbstverwaltung der Gemeinden ermöglichte, wurde der Ort am 17. Mai 1818 eine der über 8500 bedingt eigenständigen politischen Gemeinden. Erster Bürgermeister wurde der Bauer Georg Luber jun., der dieses Amt bis 1821 versah.
1838 wurde Massenricht zusammen mit den Steuergemeinden Adlholz, Ehenfeld, Gebenbach, Gressenwöhr, Großschönbrunn, Hahnbach, Iber, Irlbach, Langenbruck, Schalkenthan, Schlicht, Seugast, Sigl, Süß und Vilseck aus dem Landgericht Amberg herausgelöst und dem neugegründeten Landgericht Vilseck zugeordnet.
Wie überall in Bayern veränderte die Bauernbefreiung 1848 die Besitz- und Rechtsverhältnisse grundlegend, wenn auch in einem langwierigen Prozess. Zwar hatte man eine Auflösung der Feudalrechte bereits im 18. Jahrhundert vorgesen, doch fehlte es den Bauern mangels Geldwirtschaft an der Möglichkeit, diese Rechte selbst abzulösen. 1799 bekannte sich die Regierung erstmals zum freien Bauernstand als Staatsziel, doch dieses wurde nur zu geringen Teilen erreicht. Im März 1848 kam es in Franken, Schwaben und Niederbayern zu Bauernaufständen; die Bauern verweigerten Fronen und Abgaben. Zwar wurden die Aufstände niedergeschlagen, doch kam der Prozess der Rechteablösung nun in Gang.
Zugleich griff die bayerische Staatsregierung zunehmend in die dörflichen Verhältnisse ein. So ordnete sie 1871 die Gründung von freiwilligen Feuerwehren an, die in Massenricht im Jahre 1884 erfolgte. Auch die Möglichkeit, Kredite zu erträglichen Bedingungen zu erhalten, wurde gefördert. Dazu entstand 1929 ein Spar- und Darlehensverein, aus dem die Raiffeisenkasse Massenricht hervorging.
Am Ersten Weltkrieg nahmen 69 Männer teil, von denen 15 ums Leben kamen und einer vermisst blieb.
1923 wurde Massenricht an das überörtliche Stromnetz angeschlossen. In den Jahren 1997 und 1998 wurden die Dachständer abgebaut und Erdkabel verlegt.
Am Heiligen Abend des Jahres 1937 wurde die erste zentrale Wasserversorgungsanlage in Massenricht in Betrieb genommen, an der zehn Teilnehmer angeschlossen waren. Zwei Haushalte hatten bereits seit 1917 ihre eigene Trinkwasserversorgung. Ab 1977 erhielt die ehemalige Gemeinde Massenricht das Wasser aus der zentralen Wasserversorgung von Seugast. Im Jahre 1992 wurde diese Leitung abgetrennt. Seitdem wird Massenricht mit Wasser aus Hirschau versorgt.
Bereits 1766 wurde in Massenricht eine erste Kapelle erbaut, die im Jahr 1923 wegen Baufälligkeit abgerissen werden musste. Nachdem das Vorhaben wegen der Inflation zunächst gescheitert war, konnte im Jahr 1926 mit dem Bau der Dorfkirche begonnen werden. Sie wurde am Ostermontag des Jahres 1928, dem 9. April, durch Expositus Lanzl geweiht.
Auch der Zweite Weltkrieg forderte im Dorf zahlreiche Menschenleben. Von den 68 Kriegsteilnehmern fielen 20, 14 wurden vermisst, 2 starben an den Kriegsfolgen in der Heimat. Aufgrund der exponierten Lage Massenrichts konnten während des Zweiten Weltkriegs die Brände nach den Bombenangriffen auf Nürnberg beobachtet werden, auch das Grollen der Flugzeuge und die Detonationen waren zu vernehmen. Die Bombenangriffe auf die Stadt und den Truppenübungsplatz Grafenwöhr am 5. und 8. April 1945 haben ebenfalls Zeitzeugen von Massenricht aus verfolgt. Am 22. April 1945 am Vormittag zogen die Amerikaner durch das Dorf.
Nach dem Krieg stieg die Einwohnerzahl durch die Aufnahme von Flüchtlingen stark an. Dies führte dazu, dass im November 1946 eine Notschule im Gasthof Prösl (späteres Gasthaus Schiffl) eingerichtet werden musste. 1948 konnte dann ein Schulgebäude gebaut werden, das bis 1976 unterhalten wurde. 1947 bis 1951 war dort der spätere Landtagsabgeordnete Toni Donhauser Lehrer.
1956 entstand ein Ortsverband der CSU, die kontinuierlich im Dorf dominierte, durch den Kreisvorsitzenden Bezirksrat Karl Winkler. Von der Gründungssitzung am 18. Januar ist kein Protokoll erhalten. Pfarrer Heribert Kleinhempel, der 1955 Vorsitzender des CSU-Ortsverbandes Ehenfeld und Mitgründer war, hatte wohl seinen Mesner Sebastian Schärtl zur Gründung ermuntert. Ihm folgte nach zehn Jahren Bürgermeister Josef Fick im Amt, dann 1973 bis 1995 Willi Fellner. Auch nach der Eingemeindung blieb der Ortsverband selbstständig.

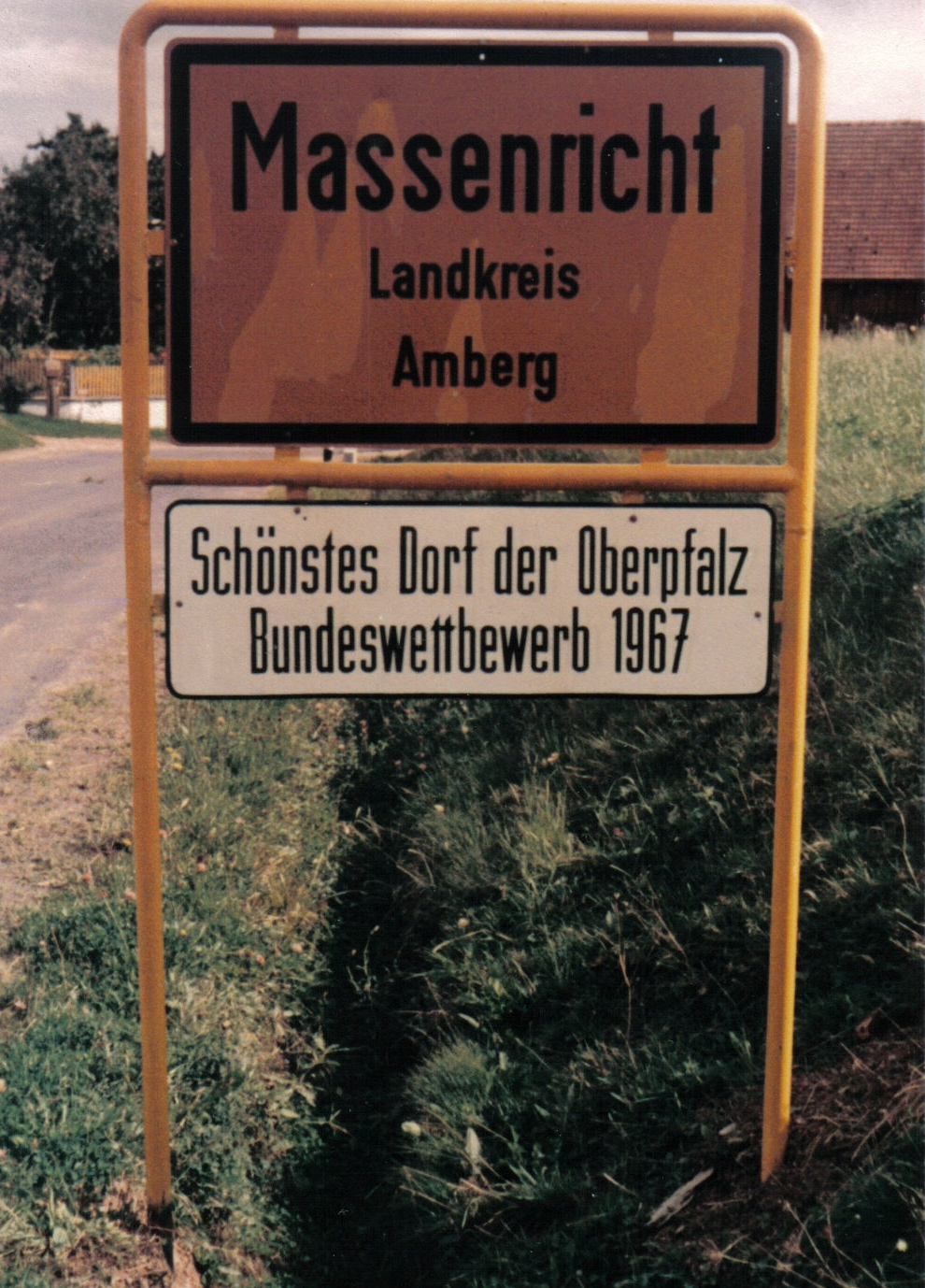
Ortsschild Massenricht aus der Zeit um 1970 mit Hinweis auf die Erfolge im Wettbewerb Unser Dorf soll schöner werden und der Zugehörigkeit zum Altlandkreis Amberg

In den 1960er Jahren begannen Vereine und Politiker den Tourismus zu beleben, allen voran der Lehrer und heutige Ehrenbürger Hermann Frieser. 1967 war Massenricht Sieger im Landkreis und als erstes Dorf des Landkreises Amberg-Sulzbach Oberpfalzsieger im Wettbewerb Unser Dorf soll schöner werden. Auf Landesebene wurde es mit der Bronzemedaille ausgezeichnet, im selben Jahr wurde die Straßenbeleuchtung installiert. Der 1968 gegründete Oberpfälzer Waldverein errichtete in den 1960er und 1970er Jahren nach und nach ein Wildgehege (1969), einen Waldlehrpfad, eine Berghütte mit Gastronomiebetrieb (1971) und den Aussichtsturm Rödlas (1977). An mehreren Stellen war in dieser Zeit vom „Rödlaser Freizeitzentrum“ oder vom „Rödlaser Fremdenverkehrszentrum“ die Rede.
Am 1. Juni 1960 wurde in Massenricht eine eigene Poststelle eröffnet, die am 31. März 1974 wieder geschlossen wurde.
Im Rahmen der Gebietsreform wurde der Landkreis Amberg, zu dem Massenricht gehörte, in den Jahren 1972 und 1973 aufgelöst. Die Gemeinde Massenricht wurde dem neuen Landkreis Amberg-Sulzbach zugeordnet.
1974/75 schlossen die Wirtsleute Benno und Maria Rumpler ihre Wirtschaft Goldener Löwe.

### Eingemeindung
Um ausgewogene Gemeindegrößen zu erreichen und den Markt Freihung als Gemeinde zu erhalten, sah die Zielplanung der Regierung der Oberpfalz sowie der Freihunger Ehrenbürger und im Landkreis Amberg-Sulzbach amtierende Landrat Hans Raß vor, Massenricht im Zuge der Gemeindegebietsreform nach Freihung einzugemeinden. Der erste Beschluss des Massenrichter Gemeinderats unter Bürgermeister Josef Fick vom 13. April 1971 erklärte sich mit 5:2 Stimmen mit der Eingliederung nach Freihung einverstanden. Nach diesem Beschluss entstanden im Gemeindebereich Unruhen in der Bevölkerung. Diese und eine Unterschrifteninitiative bewogen den Gemeinderat, den im April gefassten Beschluss am 29. November 1971 zurückzuziehen. Mit 6:1 Stimmen wurde beschlossen, Antrag auf Eingliederung bzw. Eingemeindung in die Stadt Hirschau zu stellen. Die Gemeinderäte begründeten dies damit, dass Massenricht bereits zum Standesamt Hirschau gehörte und mit Hirschau zwei Schulverbünde unterhielt. Weiter wurde ins Feld geführt, dass von 80 Auspendlern 46 in Hirschau ihrer Arbeit nachgingen, dagegen nur 4 in Freihung tätig waren und dass Massenricht mit Ehenfeld, das seit 1. Januar 1971 zu Hirschau gehört, eine gemeinsame Pfarrgemeinde bildete.
In Hirschau stieß der Massenrichter Antrag nicht bei allen im Stadtrat vertretenen Fraktionen auf Gegenliebe. Während Bürgermeister Willi Bösl, die CSU- und FW-Fraktion für die Eingemeindung Massenrichts votierten, stimmte die SPD-Fraktion dagegen. Bei einer Hirschauer Bürgerversammlung am 23. April 1972 sprachen sich von den nahezu 400 Anwesenden nahezu alle für die Aufnahme Massenrichts aus. Am 29. Dezember 1972 votierte der Hirschauer Stadtrat mehrheitlich für die Eingliederung Massenrichts. Vorher hatte der Massenrichter Gemeinderat seinen Antrag auf Eingemeindung nach Hirschau mit 6:3 Stimmen bekräftigt. Freihungs Bürgermeister Georg Ernst und sein Marktgemeinderat kämpften mit der Unterstützung von Landrat Hans Raß weiter um die Eingliederung Massenrichts in Freihung. Die Gemeinde sei geographisch und wirtschaftlich dem Freihunger Raum zugeordnet. Außerdem würde Massenricht künftig durch die Wasserleitung aus Seugast versorgt werden. Die Abwasserbeseitigung könnte ebenfalls nur durch den Anschluss an die Freihunger Großkläranlage erfolgen. Außerdem könnte durch die Eingliederung Massenrichts die Freihunger Schule die Zweizügigkeit erhalten.
Am 29. März 1973 gründeten 34 Bürger der Gemeinde Massenricht die Bürgerinitiative Massenricht im Gasthaus Kummer in Obersteinbach. Johann Kummer, der zur Gründungsversammlung eingeladen hatte, wurde zum Vorsitzenden gewählt, Ludwig Schmidkonz, Anton Pöllath, Adolf Wisgickl, Johann Heindl, und Hermann Fellner zu weiteren Sprechern. Die Bürgerinitiative hatte die Eingliederung der Gemeinde nach Hirschau zum Ziel. Massive Unterstützung erhielt die Bürgerinitiative durch den Ehenfelder Pfarrer Konrad Seidl, dessen Nachfolger Georg Dobmeier und den Pfarrgemeinderat. Bei einem Anschluss nach Freihung fürchteten diese nicht nur um den Erhalt der gemeinsamen Pfarrei, sondern auch um den Bestand der Schule und des seit 1948 bestehenden Kindergartens. Pfarrer Seidl betete bei drei Bittgängen um den Beitritt nach Hirschau.
Am 1. April 1974 erhielt Hirschaus Bürgermeister Willi Bösl aus dem Innenministerium die Nachricht, dass mit einer geheimen Abstimmung der Massenrichter Bevölkerung Einverständnis bestehe. Am 26. Mai 1974 wurden von 8 bis 15 Uhr 199 Wahlberechtigte zu den im Schulhaus aufgestellten Urnen gerufen. 116 (59,8 Prozent) der gültigen Stimmen entfielen auf Hirschau, 78 (40,2 Prozent) auf Freihung. Die Hoffnung, dass das eindeutige Votum der Bürger und des Gemeinderats bereits zum 1. Januar 1975 dazu führte, Massenricht nach Hirschau einzugliedern, erfüllte sich nicht. Am 8. August 1975 sprach sich der Massenrichter Gemeinderat nochmals mit 6:3 Stimmen für eine „freiwillige Eingemeindung“ nach Hirschau aus, ebenso am 3. Dezember und am 30. Dezember 1975. In der 15 Seiten umfassenden Begründung verwies man unter anderem auf das ursprüngliche Versprechen von Landrat Hans Raß, dass „die Massenrichter frei entscheiden könnten, mit wem sie zusammengehen wollten“. Am 25. November 1975 hatte der Freihunger Marktgemeinderat der Eingliederung der Gemeinde Massenricht entsprechend der Zielplanung der Regierung der Oberpfalz zugestimmt.
Am 23. März 1976 befasste sich der Ausschuss für Verfassungs-, Rechts- und Kommunalfragen des Bayerischen Landtags mit der Eingabe der Stadt Hirschau. Im mit zwei Enthaltungen gefassten Beschluss wurde die Staatsregierung gebeten, die Gemeinde Massenricht in die Stadt Hirschau einzugemeinden. Tags darauf teilte die Regierung der Oberpfalz mit, dass sie abweichend von der bisherigen Zielplanung erwägt, die Gemeinde Massenricht in die Stadt Hirschau einzugliedern. Maßgeblich dafür sei die Entscheidung des Landtagsausschusses. Die Amberger Zeitung berichtete am 25. März, dass diese Entscheidung auf Fürsprache des damaligen Landtagsabgeordneten und späteren Landrats Hans Wagner, dem Berichterstatter in dieser Angelegenheit, getroffen wurde. Landrat Hans Raß sah darin eine Fehlentscheidung, die er aber als Demokrat akzeptiere. Erfreut zeigten sich dagegen sein Stellvertreter und Hirschauer Bürgermeister Willi Bösl und auch MdB Heinrich Aigner.
In der Verordnung zur Neugliederung der Gemeinden im Landkreis Amberg-Sulzbach vom 9. April 1976 wurde endgültig in § 7 bestimmt, dass die Gemeinde Massenricht nach fast 160 Jahren Eigenständigkeit zum 1. Mai 1978 in die Stadt Hirschau eingegliedert wird. So wurde die Gemeinde mit einer Fläche von 1163 Hektar, 63 Ar und 96 m² und ihren 268 Einwohnern, bestehend aus den Gemeindeteilen Obersteinbach, Untersteinbach, den Weilern Rödlas und Träglhof, der Einöde Hummelmühle und dem namensgebenden Hauptort Massenricht, in die Stadt Hirschau eingemeindet.

### Nach der Eingemeindung
Das allgemeine Wirtshaussterben im ländlichen Raum machte auch vor Massenricht nicht Halt. Bereits 1955 wurde im Gasthaus Schiffl – vormals Gastwirtschaft von Thomas Prösl – der Gaststättenbetrieb eingestellt und 1985 wieder aufgenommen, Ende Mai 2008 wurde sie endgültig geschlossen. Damit gibt es keine Speisegaststätte mehr im Ortskern. Seit Dezember 2006 gibt es lediglich die Alte Kanzlei, in der nur Getränke angeboten werden.
Seit 2000 gibt es in Massenricht neue systematische Hausnummern.
Im Jahr 2015 kam der Christbaum auf dem Petersplatz aus den Wäldern um Massenricht. Der Baum wurde am 10. November 2015 gefällt und in den folgenden Tagen für den Transport vorbereitet. Am 14. November 2015 wurde die Fichte in Massenricht von Weihbischof Reinhard Pappenberger gesegnet und feierlich auf ihren Weg nach Rom verabschiedet. Nach seiner Ankunft in Rom wurde der Christbaum am 19. November 2015 aufgestellt.

### Einwohnerentwicklung
Im Jahre 1838 bestand Massenricht aus 26 Häusern und hatte 142 Einwohner. In einer anderen Quelle aus dem Jahre 1840 werden für Massenricht zwar auch 26 Häuser genannt, jedoch wird die Einwohnerzahl mit 180 angegeben. Für 1866 wurden ebenfalls 180 Einwohner genannt.
1852 lebten in der Gemeinde Massenricht 75 Familien und 363 Einwohner.
In einem Werk aus dem Jahre 1868 sind Zahlen für die gesamte Gemeinde Massenricht aufgeführt. Insgesamt werden 329 Einwohner und 198 Gebäude genannt, die sich wie folgt auf die sechs Ortschaften aufteilten: Hummelmühle 8 Einwohner, 5 Gebäude; Massenricht 158 Einwohner und 86 Gebäude; Obersteinbach 69 Einwohner, 50 Gebäude; Rödlas 21 Einwohner, 12 Gebäude; Träglhof 14 Einwohner, 9 Gebäude; Untersteinbach 69 Einwohner, 36 Gebäude.
Vor dem Zweiten Weltkrieg war die Zahl der Einwohner im Gemeindegebiet Massenricht von 339 im Jahr 1933 auf 292 im Jahr 1939 zurückgegangen. Nach dem Krieg erhöhte sich die Einwohnerzahl durch die Aufnahme von Flüchtlingen stark. Zum Zeitpunkt der Eingemeindung nach Hirschau am 1. Mai 1978 wohnten auf dem Gebiet der aufgelösten Gemeinde Massenricht 268 Einwohner, im Jahre 1984 315 und 2007 366 Personen (Massenricht 212, Obersteinbach 100, Untersteinbach 23, Rödlas 23, Träglhof 6, Hummelmühle 2). 2009 wohnten auf dem Gebiet der ehemaligen Gemeinde Massenricht 343 Personen.

## Religionen
Die Glaubenswirren des 16. und 17. Jahrhunderts wirkten sich auch in der Gegend um Massenricht aus. Es ist anzunehmen, dass Massenricht, das wohl schon immer zum Benefizium und später zur Expositur Ehenfeld gehörte, mehrmals die Konfession wechselte. Im Jahr 1628 wurde Massenricht zusammen mit Ehenfeld endgültig katholisch.
Ehenfeld ist noch als katholische Pfarrgemeinde selbständig, bildet aber seit 2003 mit Hirschau eine Seelsorgeeinheit.
Die evangelischen Christen auf dem Gebiet der ehemaligen Gemeinde Massenricht gehören zur Pfarrei Kohlberg.

## Politik

### Zeit vor der Eingemeindung
Die CSU war von 1956 bis 1978 die einzige bestimmende politische Kraft in der damaligen Gemeinde Massenricht.

#### Bürgermeister
Erster Bürgermeister der Gemeinde war von 1818 bis 1821 Georg Luber jun., Landwirt in Massenricht.
Ihm folgten im Amt:
- 1821–? Franz Koll, Rödlas
- 1830–1839 Sebastian Luber, Massenricht
- 1843–? Sebastian Luber, Massenricht[55]
- 1864–1870 Luber
- 1870–1876 Johann Heindl, Massenricht
- 1876–1888 Georg Wisgickl, Massenricht
- 1888–1894 Franz Rumpler, Massenricht
- 1894–1900 Johann Wisgickl, Massenricht
- 1900–1910 Thomas Prösl, Massenricht
- 1910–1925 Sebastian Wisgickl, Rödlas
- 1925–1933 Michael Fleischmann, Obersteinbach
- 1933 Sebastian Trummer, Rödlas
- 1933–1939 Baptist Prösl, Massenricht
- 1939–1941 Wolfgang Wisgickl, Massenricht
- 1941–1946 Johann Prösl, Obersteinbach
- 1946–1948 Michael Fleischmann, Obersteinbach
- 1948–1956 Johann Birkmüller, Massenricht
- 1956–1966 Sebastian Wisgickl, Rödlas
- 1966–1978 Josef Fick, Massenricht[18]

### Zeit nach der Eingemeindung
Bei Wahlen in heutiger Zeit ist Massenricht ein eigener Wahlbezirk. Der Wahlbezirk ist deckungsgleich mit dem Gebiet der ehemaligen Gemeinde Massenricht, umfasst also neben Massenricht die Orte Obersteinbach, Untersteinbach, Rödlas, Träglhof sowie die Hummelmühle. Unten stehende Ergebnisse beziehen sich immer auf den Wahlbezirk Massenricht und damit auf das Wahlverhalten der heute auf dem Gebiet der ehemaligen Gemeinde Massenricht lebenden Bürger.

#### Bundestagswahlen
Bei Bundestagswahlen erreicht die CSU in Massenricht überdurchschnittliche Ergebnisse, vor der Bundestagswahl 2017 lag der Erststimmenanteil oft bei oder gar über 70 %. Bei der Bundestagswahl 2017 löste die AfD die SPD als zweitstärkste Kraft ab.
| Bundestagswahlergebnisse in Massenricht (Erststimmen) | Bundestagswahlergebnisse in Massenricht (Erststimmen) | Bundestagswahlergebnisse in Massenricht (Erststimmen) | Bundestagswahlergebnisse in Massenricht (Erststimmen) | Bundestagswahlergebnisse in Massenricht (Erststimmen) | Bundestagswahlergebnisse in Massenricht (Erststimmen) | Bundestagswahlergebnisse in Massenricht (Erststimmen) | Bundestagswahlergebnisse in Massenricht (Erststimmen) | Bundestagswahlergebnisse in Massenricht (Erststimmen) | Bundestagswahlergebnisse in Massenricht (Erststimmen) | Bundestagswahlergebnisse in Massenricht (Erststimmen) | Bundestagswahlergebnisse in Massenricht (Erststimmen) | Bundestagswahlergebnisse in Massenricht (Erststimmen) | Bundestagswahlergebnisse in Massenricht (Erststimmen) |
|                                                       | Wahlbeteiligung                                       | CSU                                                   | AfD                                                   | SPD                                                   | GRÜNE                                                 | FDP                                                   | DIE LINKE                                             | NPD                                                   | BP                                                    | ÖDP                                                   | FW                                                    | Piraten                                               |                                                       |
| ----------------------------------------------------- | ----------------------------------------------------- | ----------------------------------------------------- | ----------------------------------------------------- | ----------------------------------------------------- | ----------------------------------------------------- | ----------------------------------------------------- | ----------------------------------------------------- | ----------------------------------------------------- | ----------------------------------------------------- | ----------------------------------------------------- | ----------------------------------------------------- | ----------------------------------------------------- | ----------------------------------------------------- |
| 2002                                                  | 78,49 %                                               | 73,47 %                                               |                                                       | 22,45 %                                               | 1,53 %                                                | 1,53 %                                                |                                                       |                                                       | 0,00 %                                                |                                                       |                                                       |                                                       |                                                       |
| 2005                                                  | 78,46 %                                               | 72,91 %                                               |                                                       | 15,76 %                                               | 2,46 %                                                | 0,49 %                                                | 2,96 %                                                | 3,45 %                                                | 1,97 %                                                |                                                       |                                                       |                                                       |                                                       |
| 2009                                                  | 67,60 %                                               | 57,76 %                                               |                                                       | 11,80 %                                               | 4,35 %                                                | 8,70 %                                                | 11,80 %                                               | 5,59 %                                                |                                                       |                                                       |                                                       |                                                       |                                                       |
| 2013                                                  | 64,30 %                                               | 73,38 %                                               |                                                       | 12,34 %                                               | 1,95 %                                                | 0,65 %                                                | 3,25 %                                                | 3,25 %                                                |                                                       | 3,90 %                                                | 1,30 %                                                | 0,00 %                                                |                                                       |
| 2017                                                  | 65,02 %                                               | 58,06 %                                               | 19,35 %                                               | 6,45 %                                                | 3,23 %                                                | 3,87 %                                                | 3,23 %                                                |                                                       | 1,29 %                                                | 1,29 %                                                | 3,23 %                                                |                                                       |                                                       |
| 2021                                                  | 40,00 %                                               | 56,31 %                                               | 13,59 %                                               | 13,59 %                                               | 3,88 %                                                | 0,97 %                                                | 1,94 %                                                |                                                       |                                                       | 0,97 %                                                | 8,74 %                                                |                                                       |                                                       |

| Bundestagswahlergebnisse in Massenricht (Zweitstimmen) | Bundestagswahlergebnisse in Massenricht (Zweitstimmen) | Bundestagswahlergebnisse in Massenricht (Zweitstimmen) | Bundestagswahlergebnisse in Massenricht (Zweitstimmen) | Bundestagswahlergebnisse in Massenricht (Zweitstimmen) | Bundestagswahlergebnisse in Massenricht (Zweitstimmen) | Bundestagswahlergebnisse in Massenricht (Zweitstimmen) | Bundestagswahlergebnisse in Massenricht (Zweitstimmen) | Bundestagswahlergebnisse in Massenricht (Zweitstimmen) | Bundestagswahlergebnisse in Massenricht (Zweitstimmen) | Bundestagswahlergebnisse in Massenricht (Zweitstimmen) | Bundestagswahlergebnisse in Massenricht (Zweitstimmen) | Bundestagswahlergebnisse in Massenricht (Zweitstimmen) | Bundestagswahlergebnisse in Massenricht (Zweitstimmen) | Bundestagswahlergebnisse in Massenricht (Zweitstimmen) | Bundestagswahlergebnisse in Massenricht (Zweitstimmen) |
|                                                        | CSU                                                    | AfD                                                    | SPD                                                    | GRÜNE                                                  | FDP                                                    | DIE LINKE                                              | NPD                                                    | BP                                                     | ÖDP                                                    | FW                                                     | Piraten                                                | REP                                                    | Die Tierschutzpartei                                   | Die Humanisten                                         |                                                        |
| ------------------------------------------------------ | ------------------------------------------------------ | ------------------------------------------------------ | ------------------------------------------------------ | ------------------------------------------------------ | ------------------------------------------------------ | ------------------------------------------------------ | ------------------------------------------------------ | ------------------------------------------------------ | ------------------------------------------------------ | ------------------------------------------------------ | ------------------------------------------------------ | ------------------------------------------------------ | ------------------------------------------------------ | ------------------------------------------------------ | ------------------------------------------------------ |
| 2002                                                   | 78,76 %                                                |                                                        | 18,13 %                                                | 1,04 %                                                 | 0,52 %                                                 |                                                        | 0,00 %                                                 | 0,00 %                                                 |                                                        |                                                        |                                                        | 0,52 %                                                 |                                                        |                                                        |                                                        |
| 2005                                                   | 69,15 %                                                |                                                        | 13,93 %                                                | 2,49 %                                                 | 1,49 %                                                 | 4,48 %                                                 | 3,98 %                                                 | 1,99 %                                                 |                                                        |                                                        |                                                        | 2,49 %                                                 |                                                        |                                                        |                                                        |
| 2009                                                   | 57,83 %                                                |                                                        | 6,63 %                                                 | 6,02 %                                                 | 10,24 %                                                | 12,65 %                                                | 3,01 %                                                 | 0,60 %                                                 | 0,00 %                                                 |                                                        | 1,81 %                                                 | 1,20 %                                                 | 0,00 %                                                 |                                                        |                                                        |
| 2013                                                   | 69,03 %                                                | 7,10 %                                                 | 11,61 %                                                | 1,94 %                                                 | 2,58 %                                                 | 4,52 %                                                 | 0,65 %                                                 | 0,00 %                                                 | 0,65 %                                                 | 0,00 %                                                 | 0,00 %                                                 | 1,29 %                                                 | 0,65 %                                                 |                                                        |                                                        |
| 2017                                                   | 49,04 %                                                | 21,66 %                                                | 10,19 %                                                | 1,27 %                                                 | 8,28 %                                                 | 4,46 %                                                 | 0,64 %                                                 | 0,64 %                                                 | 0,64 %                                                 | 3,18 %                                                 | 0,00 %                                                 |                                                        | 0,00 %                                                 |                                                        |                                                        |
| 2021                                                   | 48,08 %                                                | 14,42 %                                                | 12,50 %                                                | 5,77 %                                                 | 3,85 %                                                 | 0,96 %                                                 | 0,00 %                                                 | 0,96 %                                                 | 0,96 %                                                 | 10,58 %                                                | 0,00 %                                                 |                                                        | 0,00 %                                                 | 1,92 %                                                 |                                                        |

#### Landtagswahlen
Bei den Landtagswahlen ergibt sich die Besonderheit, dass das zur Stadt Hirschau gehörende Massenricht als Bestandteil einer von fünf Gemeinden aus dem Landkreis Amberg-Sulzbach bei den Landtagswahlen in den Jahren 2003 und 2008 dem Stimmkreis Schwandorf (Stimmkreis 307) zugeordnet war. Durch die Wahlkreisreform des Jahres 2011 gehört Massenricht als Teil der Stadt Hirschau seit der Landtagswahl 2013 wieder zum Stimmkreis Amberg-Sulzbach (Stimmkreis 301).
| Landtagswahlergebnisse in Massenricht (Erststimmen) | Landtagswahlergebnisse in Massenricht (Erststimmen) | Landtagswahlergebnisse in Massenricht (Erststimmen) | Landtagswahlergebnisse in Massenricht (Erststimmen) | Landtagswahlergebnisse in Massenricht (Erststimmen) | Landtagswahlergebnisse in Massenricht (Erststimmen) | Landtagswahlergebnisse in Massenricht (Erststimmen) | Landtagswahlergebnisse in Massenricht (Erststimmen) | Landtagswahlergebnisse in Massenricht (Erststimmen) | Landtagswahlergebnisse in Massenricht (Erststimmen) | Landtagswahlergebnisse in Massenricht (Erststimmen) | Landtagswahlergebnisse in Massenricht (Erststimmen) | Landtagswahlergebnisse in Massenricht (Erststimmen) | Landtagswahlergebnisse in Massenricht (Erststimmen) |
|                                                     | Wahlbeteiligung                                     | CSU                                                 | FW                                                  | AfD                                                 | SPD                                                 | GRÜNE                                               | FDP                                                 | DIE LINKE                                           | REP                                                 | NPD                                                 | BP                                                  | ÖDP                                                 | Piraten                                             |
| --------------------------------------------------- | --------------------------------------------------- | --------------------------------------------------- | --------------------------------------------------- | --------------------------------------------------- | --------------------------------------------------- | --------------------------------------------------- | --------------------------------------------------- | --------------------------------------------------- | --------------------------------------------------- | --------------------------------------------------- | --------------------------------------------------- | --------------------------------------------------- | --------------------------------------------------- |
| 2008                                                | 58,40 %                                             | 65,52 %                                             | 8,97 %                                              |                                                     | 5,52 %                                              | 3,45 %                                              | 1,38 %                                              | 6,90 %                                              | 0,69 %                                              | 6,21 %                                              | 0,69 %                                              | 0,69 %                                              |                                                     |
| 2013                                                | 60,17 %                                             | 67,83 %                                             | 8,39 %                                              |                                                     | 11,19 %                                             | 2,10 %                                              | 1,40 %                                              | 1,40 %                                              | 1,40 %                                              | 1,40 %                                              | 0,70 %                                              | 2,80 %                                              | 1,40 %                                              |
| 2018                                                | 55,56 %                                             | 48,57 %                                             | 13,57 %                                             | 20,71 %                                             | 5,71 %                                              | 6,43 %                                              | 2,86 %                                              | 0,71 %                                              |                                                     |                                                     | 0,71 %                                              | 0,71 %                                              |                                                     |
| 2023                                                | 42,5 %                                              | 43,2 %                                              | 27,9 %                                              | 22,5 %                                              | 4,5 %                                               | 1,8 %                                               | 0,0 %                                               | 0,0 %                                               |                                                     |                                                     | 0,0 %                                               | 0,0 %                                               |                                                     |

| Landtagswahlergebnisse in Massenricht (Zweitstimmen) | Landtagswahlergebnisse in Massenricht (Zweitstimmen) | Landtagswahlergebnisse in Massenricht (Zweitstimmen) | Landtagswahlergebnisse in Massenricht (Zweitstimmen) | Landtagswahlergebnisse in Massenricht (Zweitstimmen) | Landtagswahlergebnisse in Massenricht (Zweitstimmen) | Landtagswahlergebnisse in Massenricht (Zweitstimmen) | Landtagswahlergebnisse in Massenricht (Zweitstimmen) | Landtagswahlergebnisse in Massenricht (Zweitstimmen) | Landtagswahlergebnisse in Massenricht (Zweitstimmen) | Landtagswahlergebnisse in Massenricht (Zweitstimmen) | Landtagswahlergebnisse in Massenricht (Zweitstimmen) | Landtagswahlergebnisse in Massenricht (Zweitstimmen) | Landtagswahlergebnisse in Massenricht (Zweitstimmen) | Landtagswahlergebnisse in Massenricht (Zweitstimmen) | Landtagswahlergebnisse in Massenricht (Zweitstimmen) | Landtagswahlergebnisse in Massenricht (Zweitstimmen) |
|                                                      | CSU                                                  | FW                                                   | AfD                                                  | SPD                                                  | GRÜNE                                                | FDP                                                  | DIE LINKE                                            | REP                                                  | NPD                                                  | BP                                                   | ÖDP                                                  | Piraten                                              | Die PARTEI                                           | Gesundheitsforschung                                 | V-Partei³                                            | Volt Deutschland                                     |
| ---------------------------------------------------- | ---------------------------------------------------- | ---------------------------------------------------- | ---------------------------------------------------- | ---------------------------------------------------- | ---------------------------------------------------- | ---------------------------------------------------- | ---------------------------------------------------- | ---------------------------------------------------- | ---------------------------------------------------- | ---------------------------------------------------- | ---------------------------------------------------- | ---------------------------------------------------- | ---------------------------------------------------- | ---------------------------------------------------- | ---------------------------------------------------- | ---------------------------------------------------- |
| 2008                                                 | 70,14 %                                              | 5,56 %                                               |                                                      | 5,56 %                                               | 2,08 %                                               | 2,78 %                                               | 7,64 %                                               | 0,69 %                                               | 3,47 %                                               | 0,69 %                                               | 1,39 %                                               |                                                      |                                                      |                                                      |                                                      |                                                      |
| 2013                                                 | 70,42 %                                              | 5,63 %                                               |                                                      | 9,86 %                                               | 2,11 %                                               | 1,41 %                                               | 2,11 %                                               | 2,11 %                                               | 2,11 %                                               | 0,70 %                                               | 2,11 %                                               | 1,41 %                                               |                                                      |                                                      |                                                      |                                                      |
| 2018                                                 | 48,18 %                                              | 13,87 %                                              | 21,90 %                                              | 5,11 %                                               | 4,38 %                                               | 2,92 %                                               | 1,46 %                                               |                                                      |                                                      | 0,00 %                                               | 0,00 %                                               | 0,00 %                                               | 0,73 %                                               | 0,73 %                                               | 0,73 %                                               |                                                      |
| 2023                                                 | 46,4 %                                               | 24,5 %                                               | 23,6 %                                               | 2,7 %                                                | 1,8 %                                                | 0,00 %                                               | 0,00 %                                               |                                                      |                                                      | 0,0 %                                                | 0,0 %                                                |                                                      |                                                      |                                                      | 0,0 %                                                | 0,9 %                                                |

## Kultur und Sehenswürdigkeiten

### Bauwerke

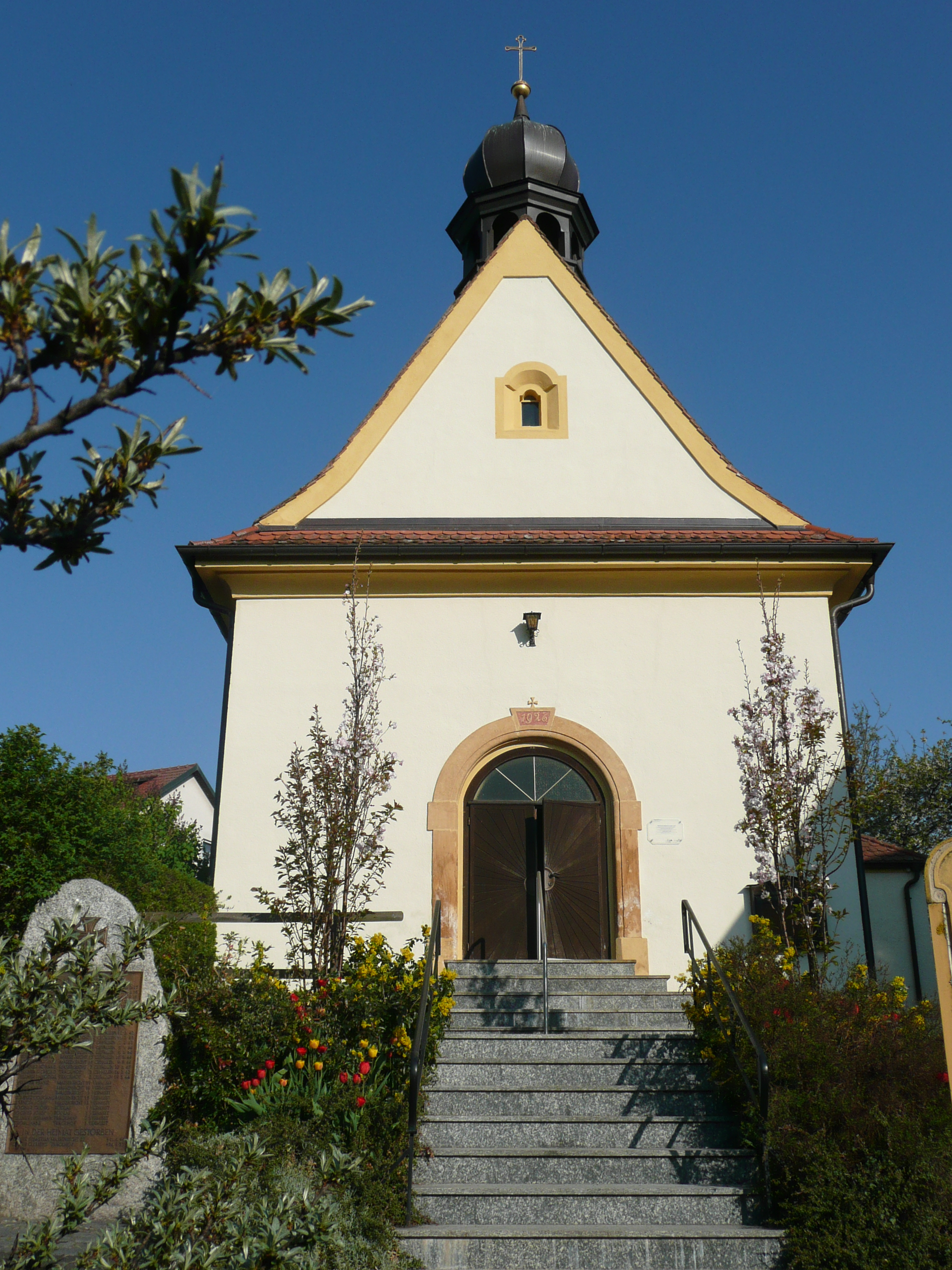
Dorfkirche St. Josef mit Kriegerdenkmal

#### Dorfkirche St. Josef
Bereits 1766 wurde in Massenricht eine Maria-Hilf-Kapelle erbaut, die 1923 wegen Baufälligkeit abgerissen wurde. In einem zweiten Anlauf – das erste Vorhaben scheiterte, da das gesammelte Geld auf Grund der Inflation im Jahre 1923 wertlos geworden war – wurde die jetzige Dorfkirche in den Jahren 1926 bis 1928 errichtet. Am Ostermontag, dem 9. April 1928, konnte sie durch Expositus Lanzl dem heiligen Josef geweiht werden.
Als Ruhestätte für ihre Verstorbenen nutzen die Massenrichter den Friedhof an der Pfarrkirche in Ehenfeld.
Die Dorfkirche ist in der Bayerischen Denkmalliste des Bayerischen Landesamtes für Denkmalpflege unter der Akten-Nr. D-3-71-127-57 geführt.

#### Gänshutmarterl

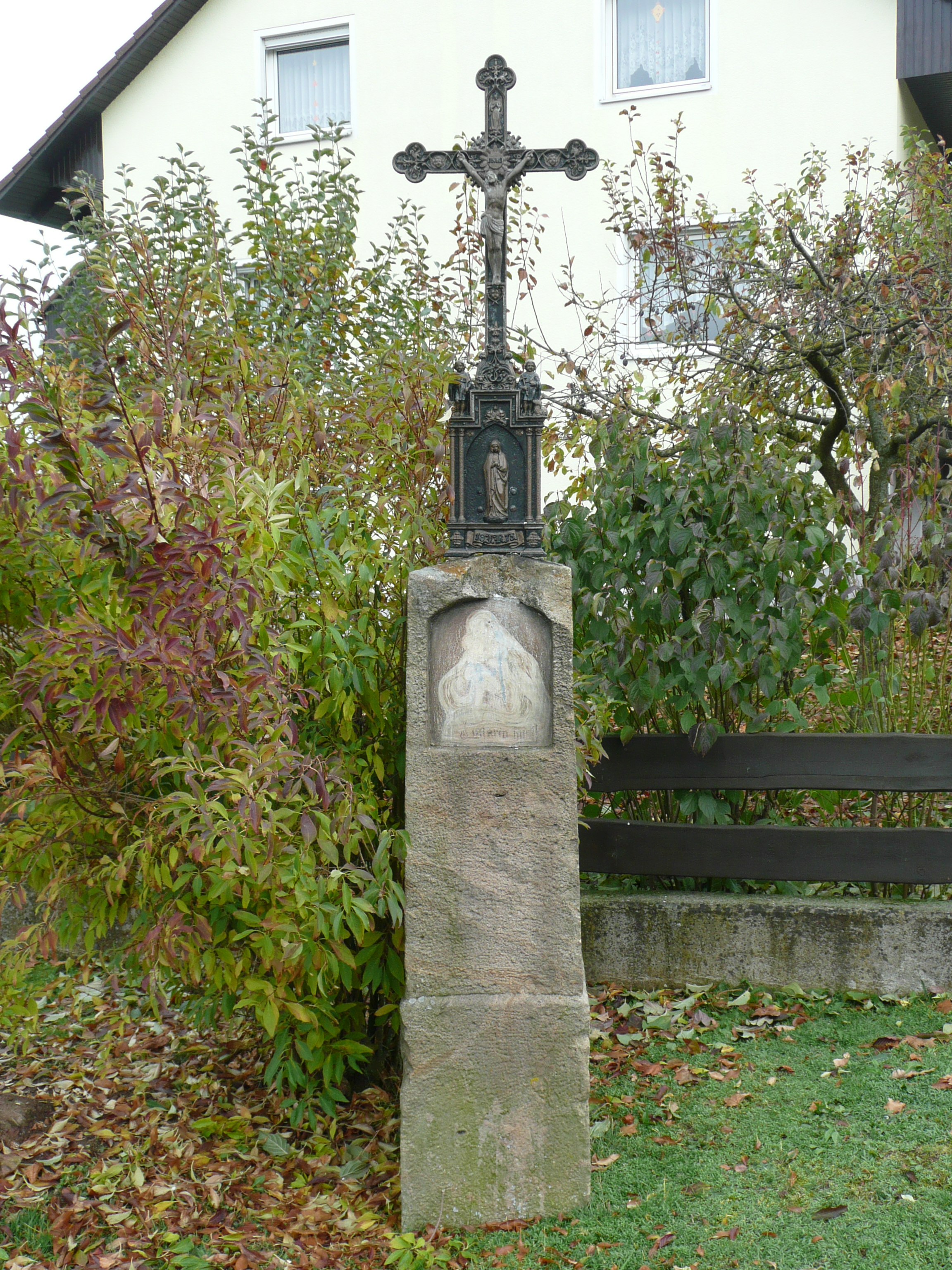
Gänshutmarterl

Seit 1967 steht das Gänshutmarterl an der von der Kreisstraße AS 18 Richtung Obersteinbach abzweigenden Straße. Zuvor stand es an einer Linde, die von Johann Rodler an der früheren Gänshut gepflanzt wurde.
Auf einem 1,65 m hohen Dolomit erhebt sich ein 1,17 m hohes Kreuz aus Gusseisen mit der Inschrift „18 J. R. 75“. Die Buchstaben J. R. stehen für die Initialen Johann Rodlers. Unter dem Kreuz in den Stein eingelassen ist ein auf Blech gemaltes Bild der Madonna mit dem Jesuskind.
Das Marterl ist in der Bayerischen Denkmalliste des Bayerischen Landesamtes für Denkmalpflege unter der Akten-Nr. D-3-71-127-59 geführt.

#### Kriegerdenkmal
Auf einer Vorbereitungsversammlung zum 100-jährigen Gründungsfest der Freiwilligen Feuerwehr im Jahr 1984  wurde angeregt, in Massenricht ein Kriegerdenkmal zu errichten. Als Standort wurde der Platz links von der Kirchentreppe gewählt. Den Granitstein für das Denkmal stiftete der Steinmetz Richard Roith aus Kohlberg, der auch die Gestaltung und die Errichtung des Kriegerdenkmals übernahm. Ein Großteil der Kosten der Bronzeteile und der Arbeitszeit in Höhe von 3784,50 DM konnten durch Zuschüsse und Spenden aufgebracht werden, der Restbetrag von 1608,10 DM wurde durch ein Umlageverfahren auf die Haushalte in den Orten Massenricht, Rödlas und Träglhof verteilt. Die Einweihung des Kriegerdenkmals erfolgte im Rahmen des 100-jährigen Gründungsfestes der Freiwilligen Feuerwehr am 25. August 1984. Die kirchliche Weihe nahm der damalige Pfarrer von Ehenfeld, Josef Kannathukuzhy, vor.

#### Micherlmarterl
An der Kreisstraße AS 18 nach Freihung steht das Micherlmarterl, ein 2,30 m aus Bruchsteinen gemauertes und verputztes Marterl. Es verfügt über ein spitz zulaufendes Ziegeldach.
In der Bildnische befindet sich aktuell eine Muttergottesstatue. Eine Quelle aus dem Jahr 1984 dokumentiert, dass zu diesem Zeitpunkt in der Bildnische ein auf Blech gemaltes Bild der Gottesmutter mit dem Jesuskind angebracht war. Die Inschrift auf dem Bild lautete: „Maria von der immerwährenden Hilfe, bitte für uns“.
Wann das Marterl errichtet wurde, ist nicht überliefert. Es soll von Johann Wisgickl (Micherl) erbaut worden sein. Der Anlass soll eine schwere Geburt der Ehefrau gewesen sein.
Das Marterl ist in der Bayerischen Denkmalliste des Bayerischen Landesamtes für Denkmalpflege unter der Akten-Nr. D-3-71-127-58 geführt.

#### Rödlaser Berghütte
Die Rödlaser Berghütte im Ortsteil Rödlas befindet sich im Besitz der Ortsgruppe des Oberpfälzer Waldvereins (OWV). Vor allem von Naherholungsgästen und Wanderern, die die Wanderwege der Umgebung nutzen, wird sie frequentiert.
Die Bauarbeiten zum ersten Bauabschnitt der Rödlaser Berghütte begannen im Dezember 1970. Eröffnet wurde das Gebäude mit einer Grundfläche von 12 × 21 Metern im Juli 1971. In den folgenden Jahrzehnten wurde die Rödlaser Berghütte zweimal vergrößert, letztmals im Jahr 1990, zu ihrer heutigen Größe von jeweils 400 Quadratmetern im Erd- und im Untergeschoss. Dies stellte für den OWV einen ungeheuren finanziellen Kraftakt dar. Allein der Anbau im Jahre 1990 schlug beispielsweise mit knapp einer Million Mark zu Buche. Diese Summe konnte der Verein nur durch immense Eigenleistung, Geld- und Sachspenden sowie Zuschüsse schultern. Hinzu kamen Einnahmen durch die Vermietung des Rödlasturms an Mobilfunkanbieter, die dort ihre Antennen aufstellten. Seit 1972 ist die Berghütte auch Heimstatt der Massenrichter Hüttenschützen.

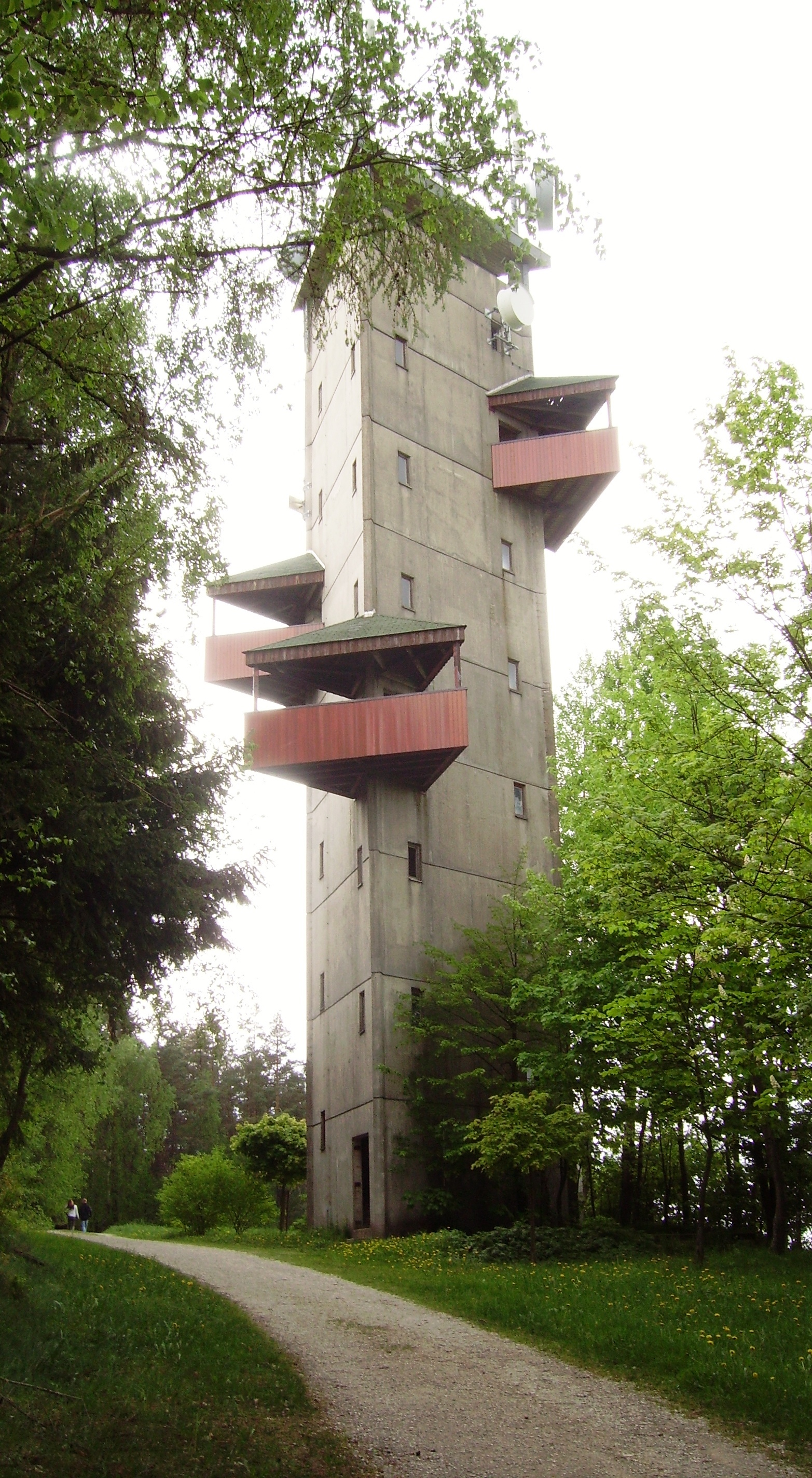
Rödlasturm

#### Rödlasturm
Der Rödlasturm ist ein 32 Meter hoher Aussichtsturm auf 570 m ü. NN. Wie die Rödlaser Berghütte wurde der Turm von der Massenrichter Ortsgruppe des Oberpfälzer Waldvereins erbaut. Bei klarem Wetter bietet er einen Blick auf die beiden Basaltkegel Parkstein und Rauher Kulm sowie das Fichtelgebirge (mit Ochsenkopf und Schneeberg) und den Steinwald, im Osten auf den Oberpfälzer Wald und auf das Gebiet der tschechischen Republik und im Westen auf die Berge der Fränkischen Schweiz. Seit Ende der 1990er Jahre wird der Aussichtsturm von mehreren Mobilfunkanbietern als Antennentandort benutzt. In den Jahren 2014 und 2015 wurde der Aussichtsturm im Rahmen des Projekts Expedition Erdgeschichte – Oberpfalz und Westböhmen saniert. Die Maßnahmen wurden aus Mitteln des Ziel-3-Programms zur grenzübergreifenden Zusammenarbeit Freistaat Bayern-Tschechische Republik 2007–2013 sowie durch die Stadt Hirschau bezuschusst.

#### Rosenhof
Der im Jahr 1968 von Josef und Edeltraud Kustner errichtete Rosenhof war ein über die Grenzen des Landkreises hinaus bekanntes Tanzlokal und später Pension und Restaurant. Wegen des frühen Todes der Wirtin wurde er 1991 geschlossen. Danach diente der Rosenhof als Mehrfamilienhaus. Bei einem Brand wurde er am 16. September 2004 fast völlig zerstört.

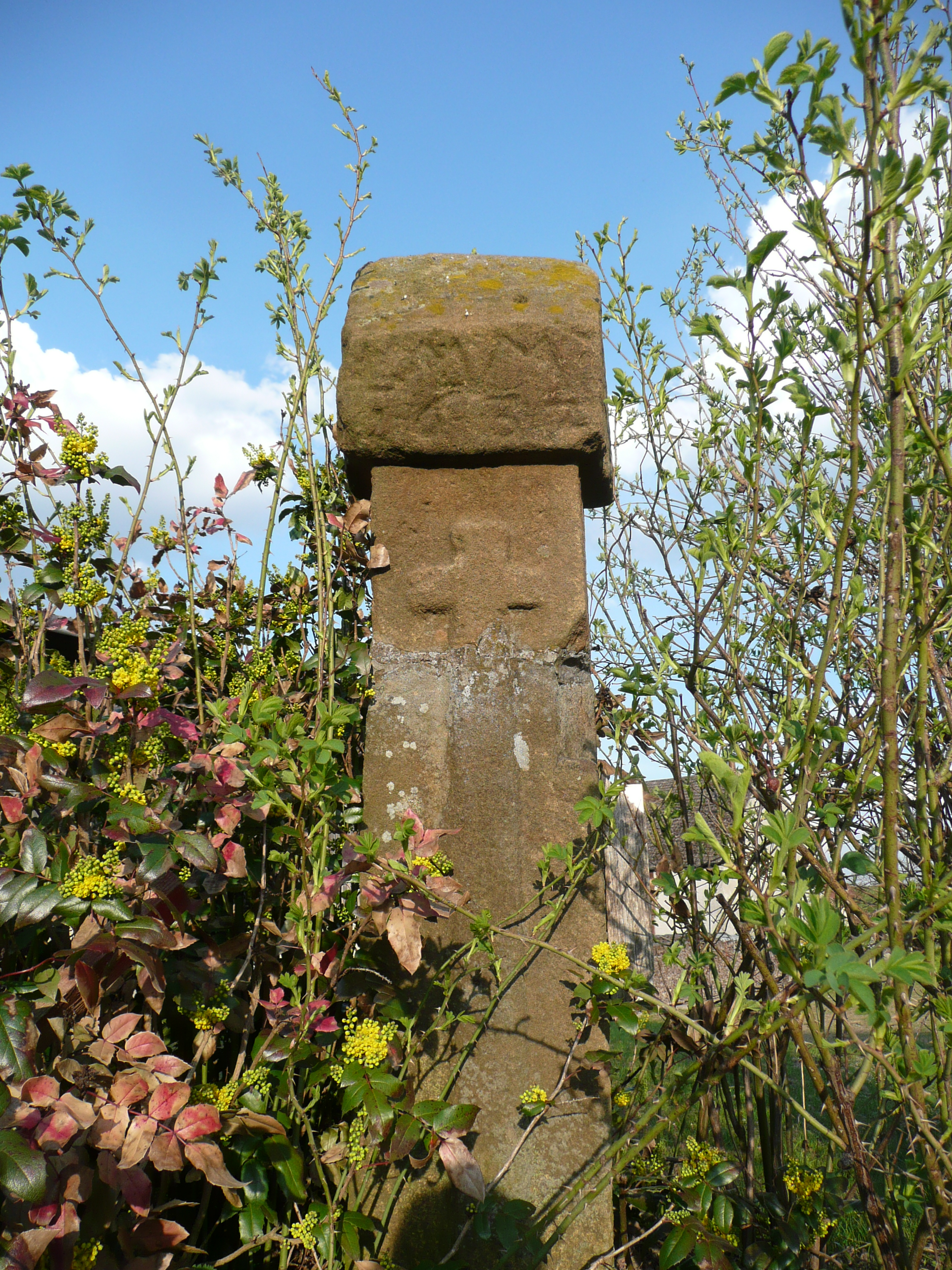
Schwedenmarter

#### Schwedenmarter
(Standort)

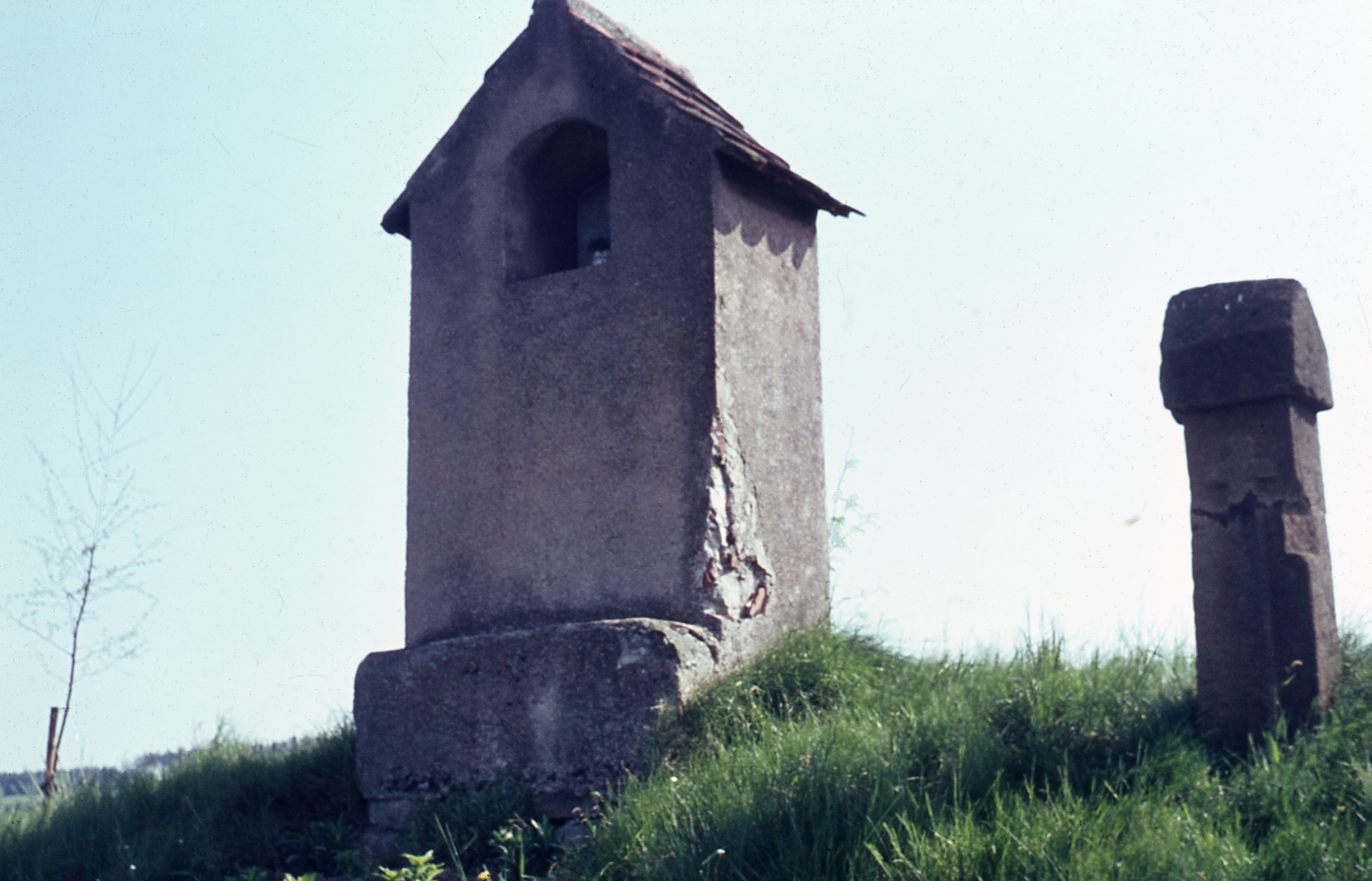
Schwedenmarter (ursprünglicher Standort)

An der Straße nach Freihung an der Abzweigung zum Rosenhof steht ein etwa 1,50 m hoher und 30 cm breiter Steinmonolith aus Seugaster Sandstein, der als „Schwedenmarter“ bezeichnet wird. Er ist eines der wenigen religiösen Flurdenkmäler in der Gegend, die die Zerstörung von Zeugen der Volksfrömmigkeit während der Säkularisation überstanden haben. Ursprünglich stand die Schwedenmarter, flankiert von zwei Steinstümpfen unbekannten Zwecks, etwas außerhalb des Ortes rechts neben dem Micherlmarterl. Anlässlich der Dorfverschönerung wurde das Flurdenkmal 1967 von seinem ursprünglichen Platz um etwa 200 Meter an den damaligen Ortsrand versetzt.
Der Monolith trägt ein erhabenes Kreuz. Gekrönt wird die Marter von einem nach drei Seiten vorspringende Kopfstein und nimmt damit eine Mittelstellung zwischen einem Kreuzstein und einem Bildstock ein. Der auffallend flache Kopfstein in Dachform war 1925 heruntergefallen und wurde wieder aufgesetzt. Auf der Traufseite sind die Buchstaben „MM“ zu lesen; darunter steht die Jahreszahl „1632“. Eine sonst übliche Bildnische fehlt. Eine Aussparung auf der rechten Schaftkante dürfte von einem früheren Opferstock stammen.
Der Anlass für die Errichtung der Marter ist in Vergessenheit geraten. Eine Sage bringt das Flurdenkmal mit den Schweden in Verbindung. Anlass dafür war wohl die auf der Marter angebrachte Jahreszahl 1632. Der Sage nach schleiften die Schweden einen Bauern, an einen Pferdeschwanz gebunden, zum Dorf hinaus. Ein anderer löste ihn mit einer Lederkappe voll Geld aus. Zum Dank errichtete der Bauer das Flurdenkmal.

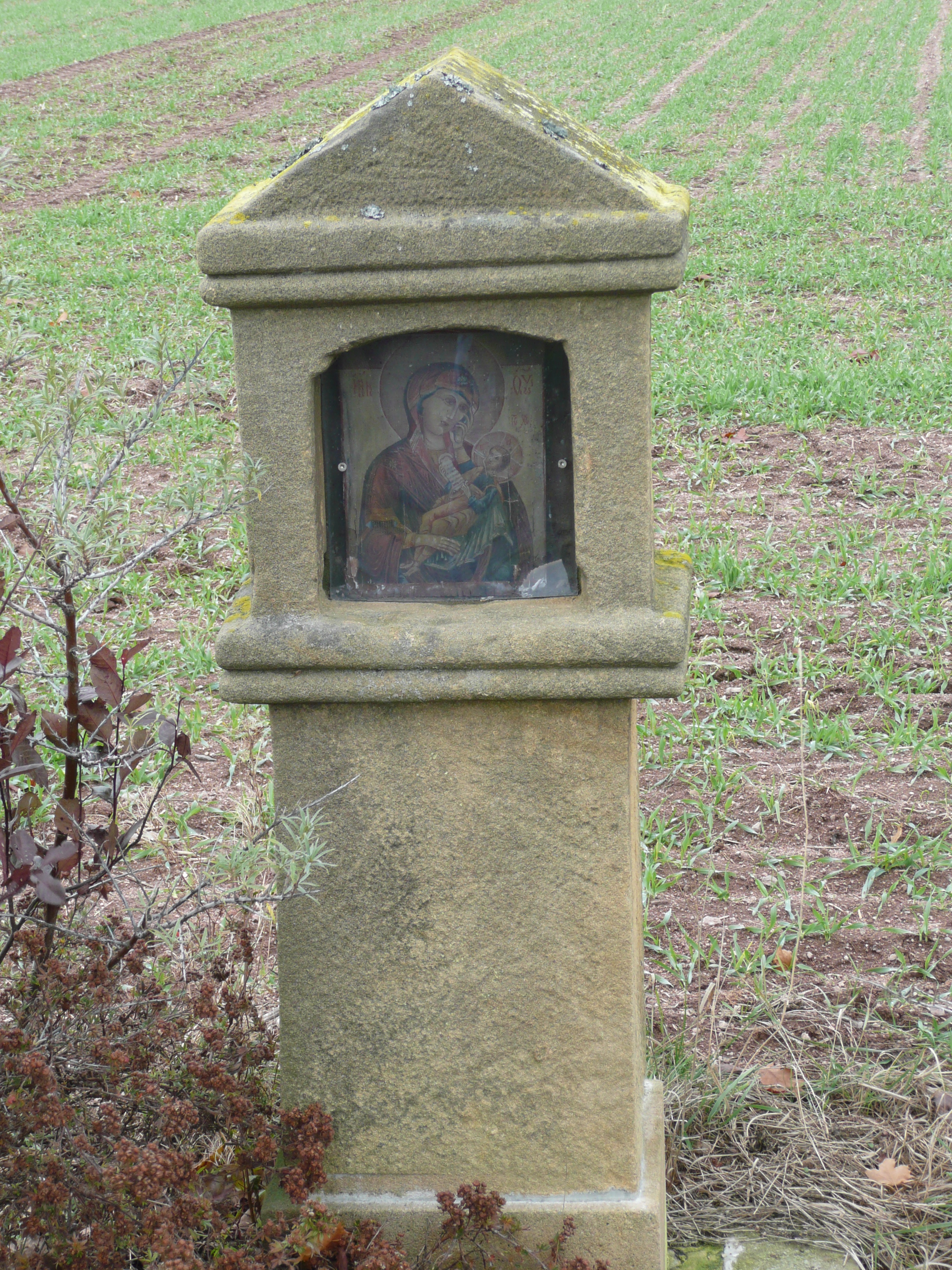
Steinbacher-Weg-Marterl

#### Steinbacher-Weg-Marterl
An der Straße zwischen Massenricht und Obersteinbach befindet sich das sogenannte Steinbacher-Weg-Marterl auf der linken Seite. Das Sandsteinmarterl ist 1,34 m hoch und 35 cm breit. In der Bildnische befindet sich ein Bild der Madonna mit Kind.
Das Marterl wurde der Überlieferung nach von einem Georg Wisgickl errichtet. Seine Frau soll an offenen Füßen gelitten haben. Wisgickl soll während der Feldarbeit ein Gelübde abgelegt haben, ein Marterl zu errichten, sollte seine Frau wieder gesund werden. Die Genesung trat tatsächlich ein und Wisgickl löste sein Versprechen ein.

### Regelmäßige Veranstaltungen
Jedes Jahr am Samstag vor dem 2. Februar findet anlässlich des Festes Mariä Lichtmess an der Rödlaser Berghütte eine Laternenwanderung statt. Anschließend trifft man sich in der Berghütte zu einem Musikantentreffen.
Am Ostersonntag richtet die Freiwillige Feuerwehr alljährlich den Ostertanz in der Rödlaser Berghütte aus.
Seit dem Jahr 1977 findet am 15. August (Mariä Himmelfahrt) am Fuße des Rödlasturmes das Turmfest mit morgendlichem Gottesdienst und einer Kräuterweihe statt.
Seit 2003 wird wieder an jedem dritten Septemberwochenende die Kirwa ausgetanzt. Die Massenrichter Kirwa zählt zum Kulturerbe Kirwa im Amberg-Sulzbacher Land.

### Vereine

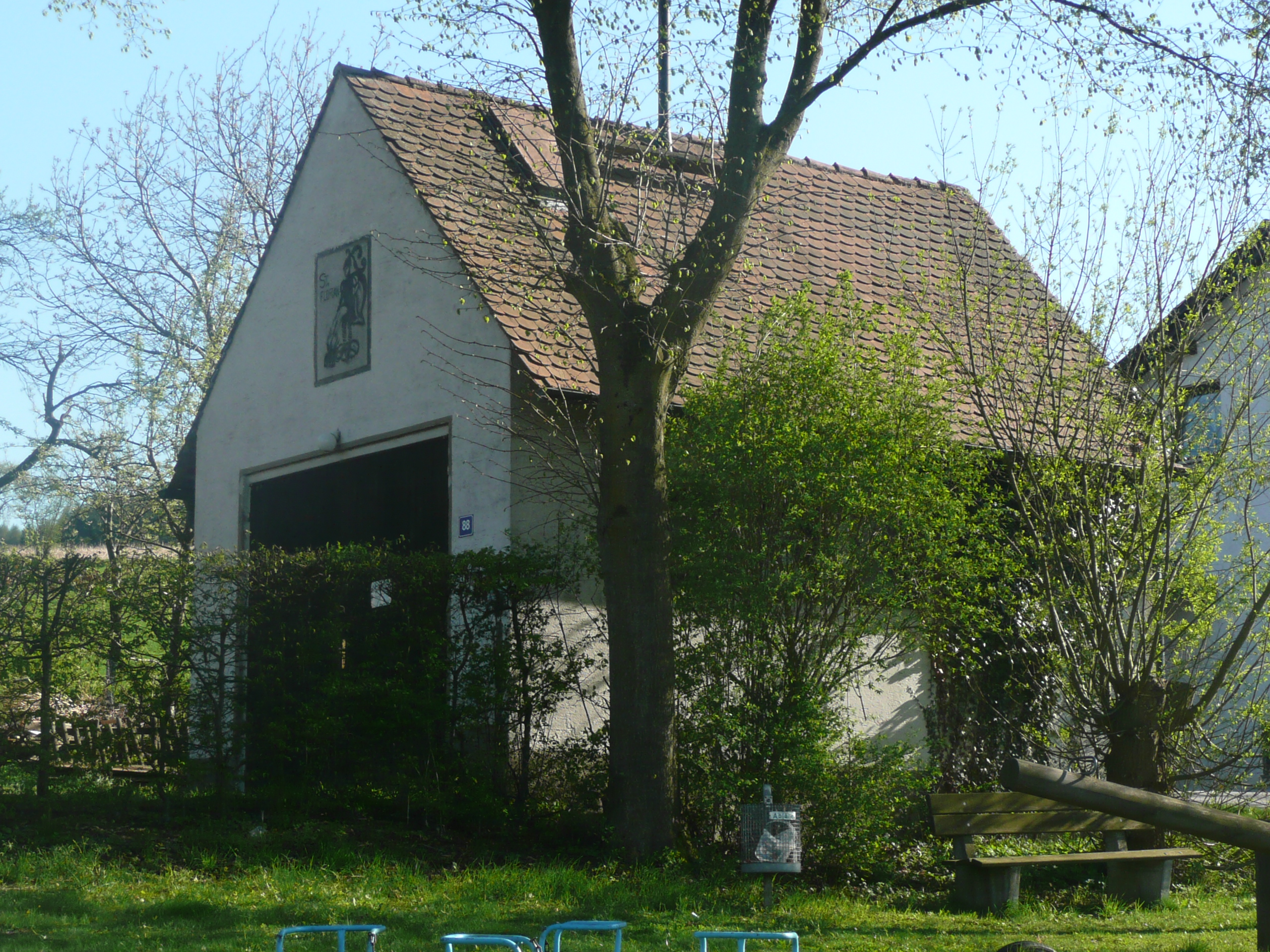
Altes Feuerwehrhaus in Massenricht, das bis Juli 2009 in Benutzung war

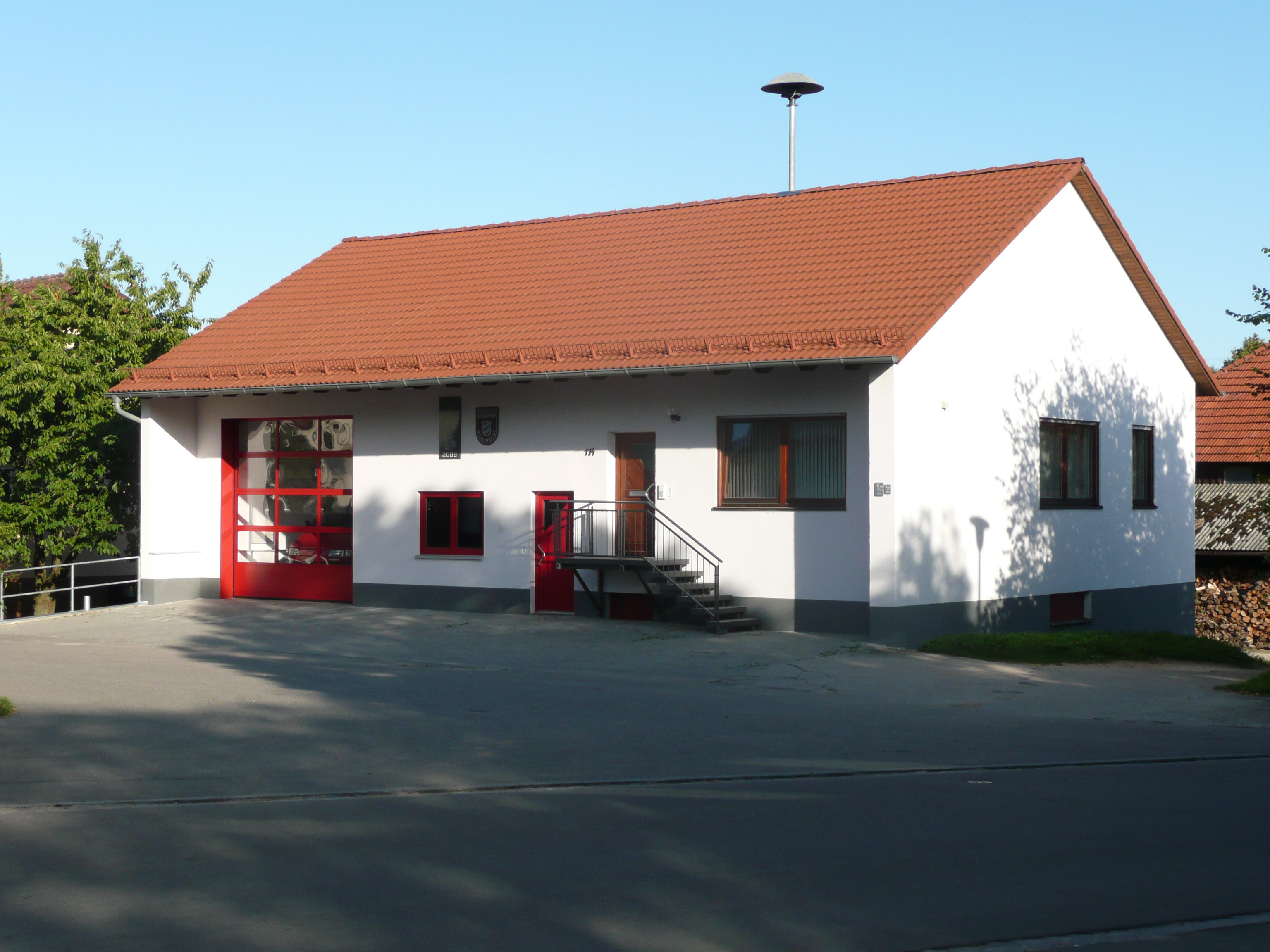
Neues Feuerwehrhaus in Massenricht, das nachdem es als Filiale der Raiffeisenbank ausgedient hatte, zum Feuerwehrhaus umgebaut wurde

#### Freiwillige Feuerwehr Massenricht
Auf Grund der am 16. April 1864 durch das Amtsgericht Würzburg erlassenen und am 8. November 1871 von der königlichen Regierung in Regensburg übernommenen Feuerlöschordnung wurde am 22. Mai 1884 die Freiwillige Feuerwehr Massenricht gegründet.
Im Jahr 1937 wurden die Feuerwehren aufgelöst und die Feuerbekämpfung dem Ministerium für Feuerwehr und Luftschutzwesen unterstellt. Nach dem Ende des „Dritten Reiches“ formierte sich die Freiwillige Feuerwehr neu. Am 3. Mai 1948 wurde erstmals wieder eine Generalversammlung abgehalten und eine neue Vorstandschaft gewählt. Das erste Feuerwehrhaus mit Schlauchturm wurde 1959 errichtet und tat bis 2009 seinen Dienst. Nach Umbaumaßnahmen, die die Massenrichter überwiegend in Eigenleistung durchführten, wurde das ehemalige Bankgebäude seiner neuen Bestimmung als Feuerwehrhaus übergeben und am 4. Juli 2009 eingeweiht.

#### Radfahrerverein Concordia Massenricht
Der Radfahrerverein erzürnte sogar die Geistlichkeit. Im Jahr 1925 schrieb Expositus Lanzl : „Zu allem Überfluß ist in Massenricht der Concordia Radfahrerverein gegründet worden.“. Der Verein wurde jedoch im Dritten Reich aufgelöst und das Vereinsvermögen unter den Mitgliedern verteilt.

#### Spar- und Darlehensverein
Aus dem am 28. November 1929 gegründeten Spar- und Darlehensverein ging die Raiffeisenkasse Massenricht hervor, die sich 1970 mit der Raiffeisenbank Kohlberg zur Raiffeisenbank Kohlberg-Massenricht vereinigte. Am 27. Oktober 1968 wurde das Bankgebäude in Massenricht eingeweiht. Nach der Schließung der Bankfiliale im Jahr 2002 stand das Gebäude für einige Jahre leer. 2006 erwarb die Stadt Hirschau das Gebäude. Seit 2009 dient es als Feuerwehrhaus.

#### CSU-Ortsverband Massenricht
Von der Gründungsversammlung des CSU-Ortsverbandes Massenricht existiert kein Protokoll. Die Korrektheit des Gründungsdatums 18. Januar 1956 belegt jedoch ein Beitragsmahnschreiben von Georg Heil, dem damaligen Geschäftsführer der CSU Amberg-Land. Da man in Amberg nicht wusste, wer der Ortsvorsitzende war, wandte sich Heil an Bürgermeister Sebastian Wisgickl. Heil schrieb, dass der Kreisvorsitzende Bezirksrat Karl Winkler aus Schlicht am 18. Januar 1956 den CSU-Ortsverband Massenricht gegründet und der Verband 17 Mitglieder habe.
Von den Gründungsmitgliedern waren einige bereits vor der Gründung des Ortsverbandes auf Kreisebene organisiert, so beispielsweise der Vorsitzende Sebastian Schärtl, der zum Zeitpunkt der Gründung des Ortsverbandes Mesner in der Kapelle in Massenricht war. Pfarrer Kleinhempel aus Ehenfeld, der die Kapelle betreute, war Vorsitzender des CSU-Ortsverbandes Ehenfeld, den er selbst ein halbes Jahr vorher im Juni 1955 gegründet hatte. Wahrscheinlich hatte Pfarrer Kleinhempel seinen Mesner zur Gründung eines CSU-Verbandes ermuntert.

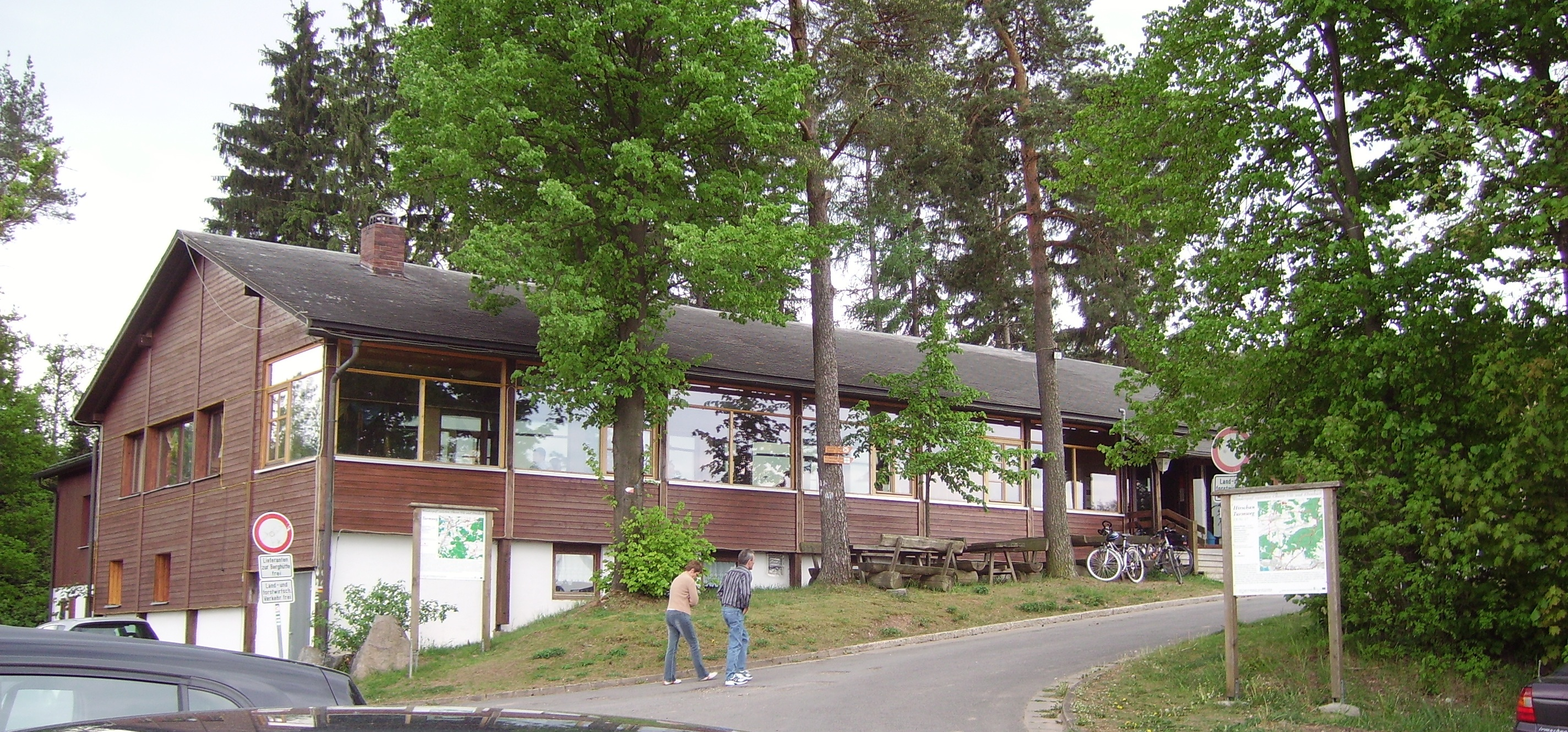
Rödlaser Berghütte

#### Oberpfälzer Waldverein
Der am 9. April 1968 gegründete Zweigverein richtete unter Leitung des Lehrers Hermann Frieser im Jahre 1970 im Ortsteil Rödlas ein Wildgehege und einen Waldlehrpfad ein, die am 12. Juli eröffnet wurden. Ebenfalls 1970 begann der Verein mit dem Bau der Rödlaser Berghütte als Blockhütte, die am 24. Oktober 1971 feierlich eröffnet und im Jahre 1990 erweitert wurde. 1977 wurde mit dem Bau des Rödlasturms als Aussichtsturm begonnen. Die Volkstanzgruppe Massenricht gehört ebenfalls zum Oberpfälzer Waldverein Massenricht.

#### Hüttenschützen Massenricht
Die am 21. April 1972 gegründeten Hüttenschützen unterhalten einen Schießbetrieb mit mehreren Mannschaften in den Disziplinen Luftgewehr und Luftpistole. Seit 1981 nimmt der Verein an Gaurundenwettkämpfen des Schützengaus Sulzbach-Rosenberg teil. Die Sportanlagen des Vereins befanden sich bis zur Erweiterung der Rödlaser Berghütte im Keller der Hütte. Seit 1993 wird der Saal der Berghütte für den Schießbetrieb genutzt.

### Expedition Erdgeschichte
In den Jahren 2014 und 2015 wurde der Aussichtsturm Rödlas im Rahmen des Projekts Expedition Erdgeschichte – Oberpfalz und Westböhmen saniert sowie ein Geologielehrpfad errichtet. Die Maßnahmen wurden aus Mitteln des Ziel-3-Programms zur grenzübergreifenden Zusammenarbeit Freistaat Bayern-Tschechische Republik 2007–2013 sowie durch die Stadt Hirschau bezuschusst.

## Wirtschaft, Bildung und Infrastruktur

### Wirtschaft

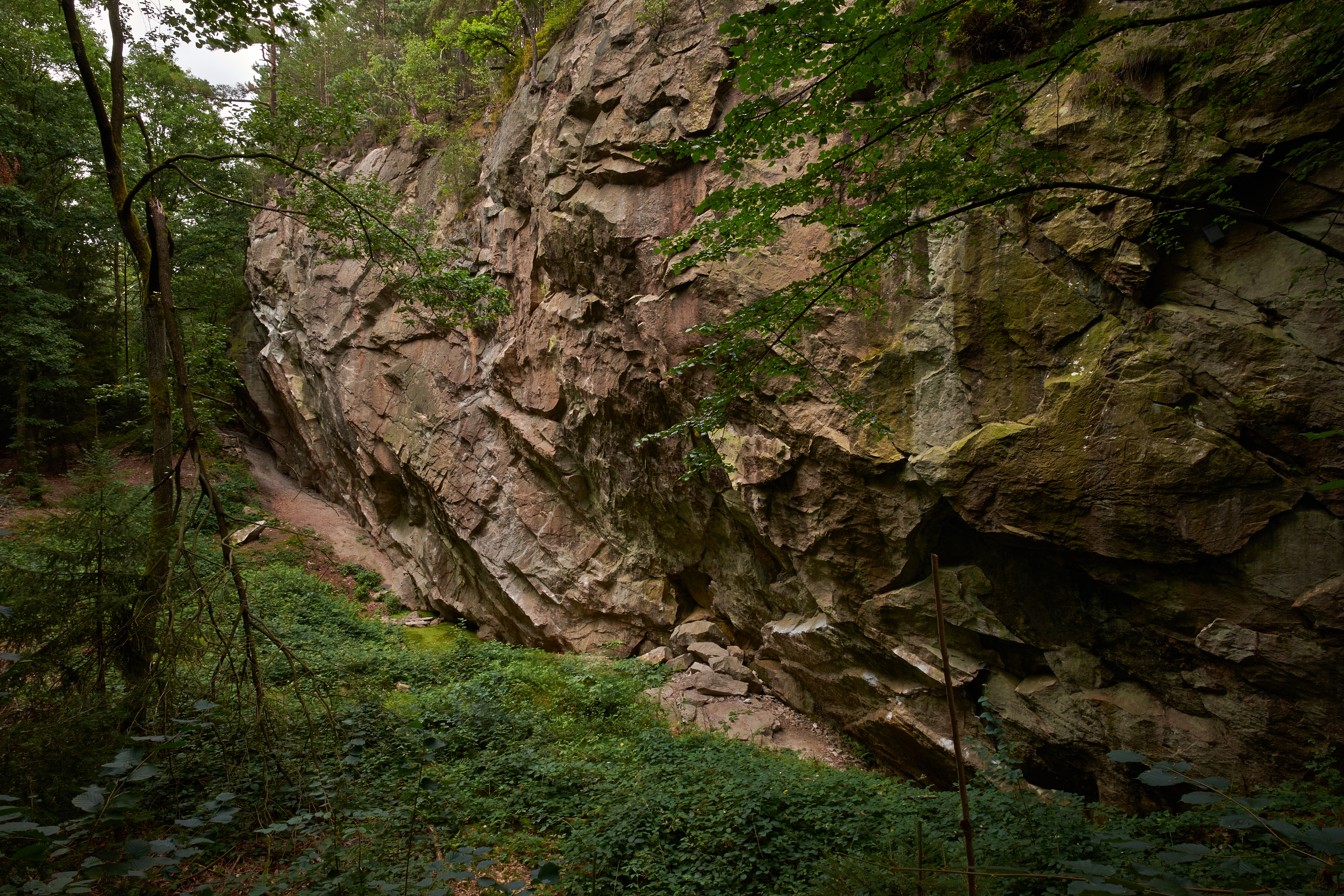
Mühlsteinbruch

Seit 1660 wurde in Massenricht ein Mühlsteinbruch betrieben, der um 1870 wegen Wassereinbruchs eingestellt werden musste. Wegen ihrer guten Qualität waren Mühlsteine aus Massenricht überregional gefragt, das belegt auch ein Eintrag in der Statistik des zollvereinten und nördlichen Deutschlands von 1858. Dort wird Massenricht in einer Reihe von Sandsteinbrüchen aus ganz Deutschland genannt.
Auch in der Umgebung von Massenricht war man im Bergbau aktiv. So gibt es in Freihung Bleierzvorkommen, die abgebaut wurden, in Seugast ebenfalls Sandstein, der überwiegend als Baumaterial verwendet wurde und in Ehenfeld Ton.
Massenricht war landwirtschaftlich ausgerichtet und durch Bauernhöfe geprägt. Heute gibt es in Massenricht noch fünf große landwirtschaftliche Anwesen, daneben eine Schreinerei, ein Putz- und Stuckgeschäft (Malerbetrieb), einen Lohnunternehmer und mehrere andere Kleinbetriebe. Viele der Einwohner Massenrichts sind gezwungen, in die Umgebung zu pendeln.

### Bildung
In Massenricht schwankte man lange zwischen dem Wunsch nach einer eigenen Schule und den Realitäten, die dem entgegenstanden. Die Baukosten und später der Unterhalt des Lehrers waren für die Gemeinde Massenricht unerschwinglich. So sprach sich der Gemeinderat in seinem Beschluss vom 17. September 1871 gegen die Errichtung einer eigenen Schule aus:

„…3. Würden wir nur Baulasten mit einem Schulhaus erhalten, weil wir auch nach Ehenfeld zum Mesner in der Zukunft auch zu zahlen haben.

4. Werden unsere Kinder durch den Schulgang kräftiger und gesünder und geben dann einmal brauchbarere und gesunde Soldaten.

5. Werden unsere Kinder in der Erziehung und Bildung mehr voranschreiten, weil die Schule in Ehenfeld abgeteilt wird und eine Lehrkraft nicht alle Kurse hat.“

Als 1887 für den Erweiterungsbau der Schule in Ehenfeld Hand- und Spanndienste zu leisten und 615 Gulden und 30 Kreuzer zu zahlen waren und 1906 eine dritte Lehrkraft notwendig wurde, entschloss man sich, eine eigene Schule zu errichten. Es wurden mehrere Bauplätze vorgeschlagen und als nicht geeignet verworfen, bis man 1911 einen günstigen Standort im Osten des Dorfes gefunden hatte, der auf der rechten Seite der Straße in Richtung Obersteinbach lag. Durch rechtskräftigen Regierungsbescheid vom 19. Dezember 1913 wurde die Gemeinde Massenricht aus der Volksschule Ehenfeld ausgeschult und hatte einen eigenen Schulbezirk zu gründen. 1914 wurde der Kauf des Geländes notariell beurkundet. Der erste Spatenstich für das mit 28.100 Mark veranschlagte Projekt wäre bald getan worden, hätte nicht der Erste Weltkrieg dies verhindert.

Zeitungsausschnitt aus der Amberger Volkszeitung vom 27. April 1928

Während der Zeit der Weimarer Republik bemühte man sich weiter um eine Schule. In einem Artikel der Amberger Volkszeitung vom 27. April 1928 war zu lesen:

„Gerade im Mittelpunkt der „Eisenbahnwüste“ der Linie Weiden-Neukirchen liegt das Dorf Massenricht. Dasselbe gehört nebst den Orten Rödlhof, Röslas, Ober- und Untersteinbach zur Schulgemeinde Ehenfeld. Der Weg dahin ist weit und beschwerlich, er führt durch den „Kirchwald“ und über den „Berg“. Seit Jahren ersehnt man deshalb Abhilfe durch den Bau eines Schulhauses dahier. Aber das leidige Geld bildet eine schier unübersteigliche Mauer. Nachdem das hiesige Dorf durch den kürzlich beendeten Bau einer neuen Kirche riesige Opfer gebracht hat, ist es nunmehr Sache von Bezirk, Kreis und Regierung, Mittel zu einem Schulhausneubau dahier zu schaffen.“

In den Jahren 1945/46 war infolge des Flüchtlingsstromes die Schülerzahl stark gestiegen. Deshalb wurde am 20. November 1946 eine Notschule im Gasthof Prösl mit einem Gottesdienst in der benachbarten Kapelle eröffnet.
Am 17. Oktober 1949 konnte das Schulhaus in Massenricht eingeweiht werden. Bis zur Auflösung der Schule im Jahre 1976 wurde dort unterrichtet. Das Gebäude wurde am 7. Juli 1977 an Hermann Frieser verkauft.
Heute besuchen die Kinder aus dem ehemaligen Gemeindegebiet die Grundschule in Ehenfeld, die Hauptschule in Hirschau sowie die weiterführenden Schulen in Amberg und Weiden.

### Verkehr
Massenricht erreicht man von Hirschau aus über Ehenfeld nach sieben Kilometern über die Kreisstraße AS 18 oder nach sechs Kilometern über Nebenstraßen von Kohlberg aus. Von Freihung aus erreicht man Massenricht über die AS 18 über Elbart nach etwa fünf Kilometern.
Bis zur Anschlussstelle Wernberg-Köblitz der Bundesautobahn 93 sind es von Massenricht aus 20 km. Die Bundesautobahn 6 ist von Massenricht aus entweder über die A 93, Anschlussstelle Wernberg-Köblitz, und dann über das Autobahnkreuz Oberpfälzer Wald nach 23 km oder über die Anschlussstelle Amberg-West nach 29 km zu erreichen.
An den öffentlichen Nahverkehr ist Massenricht über eine Buslinie angebunden. Dabei handelt es sich um die Linie 59 der RBO über Lintach nach Amberg (VGN-Linie 459).
Die nächstgelegenen Bahnhöfe befinden sich in Freihung (5 km), in Röthenbach (6 km) und Vilseck (14 km), die an der Bahnstrecke Neukirchen–Weiden liegen. Der Bahnhof Wernberg-Köblitz (21 km) liegt an der Bahnstrecke Regensburg–Weiden und der Bahnhof in Amberg (26 km) an der Bahnstrecke Nürnberg–Schwandorf.

#### Radwege
Massenricht ist mit mehreren Radwegen verbunden. Der 525 km lange Euregio Egrensis Radfernweg Bayern–Böhmen kommt von Röthenbach (Kohlberg) und verläuft über Massenricht weiter nach Thansüß. Zudem führt der 16 km lange Vils-Haidenaab-Radweg über den Ortskern von Massenricht. Dieser verbindet das Vilstal mit dem Heidenaabtal.

## Persönlichkeiten

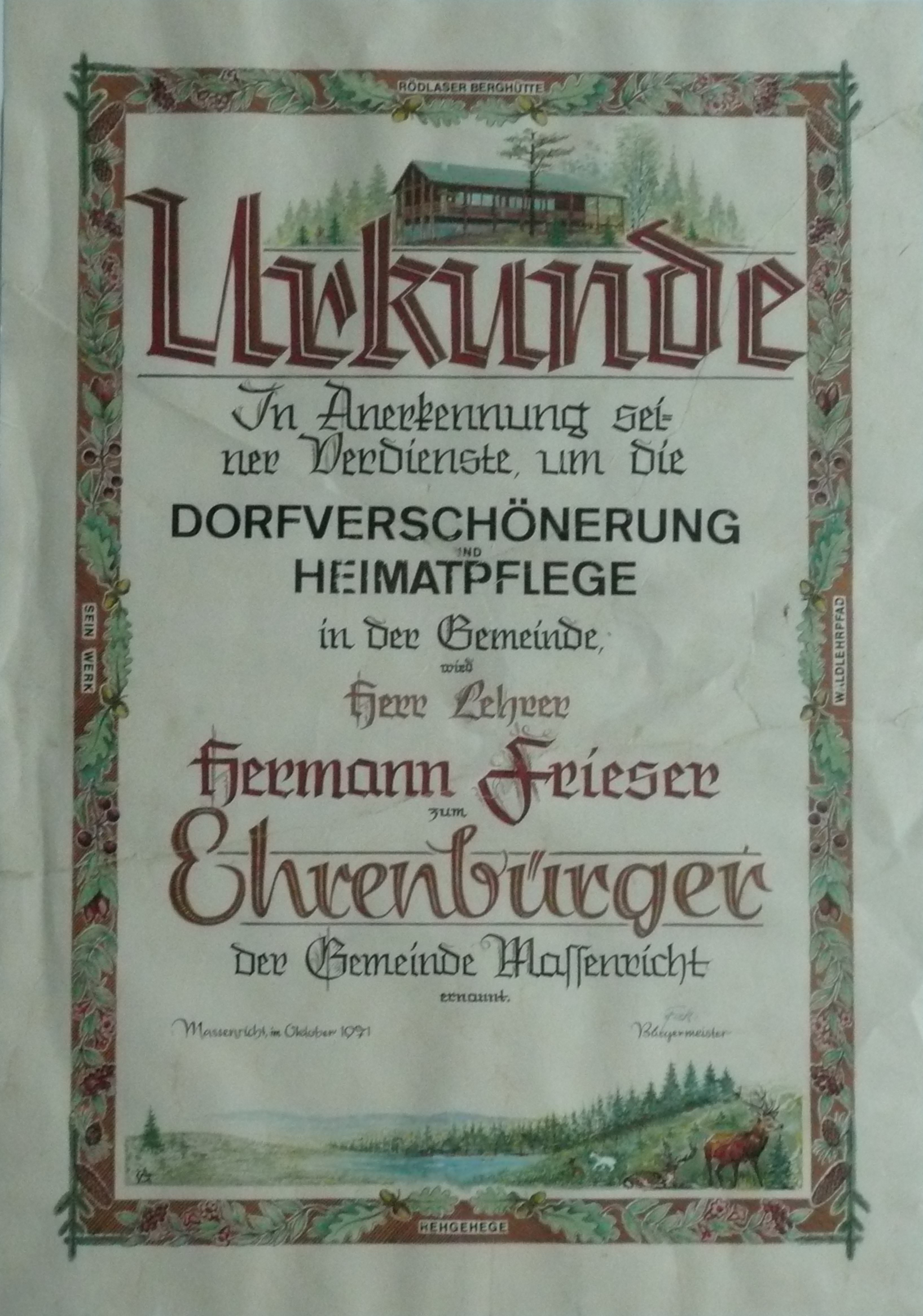
Urkunde zur Ernennung Hermann Friesers zum Ehrenbürger

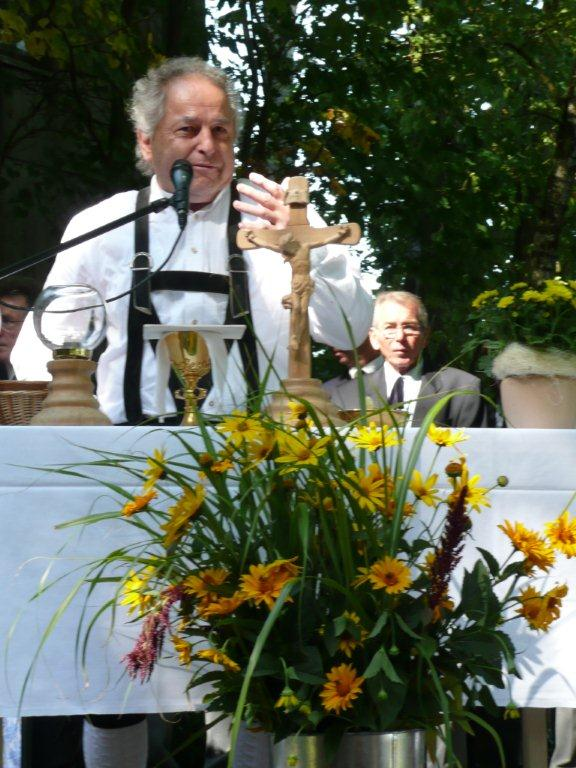
Hermann Frieser 2012

### Ehrenbürger
Der einzige Ehrenbürger der ehemaligen Gemeinde Massenricht ist Hermann Frieser (* 8. April 1939 in Grafenwöhr). Ab dem 1. September 1965 war er Lehrer an der Schule in Massenricht und Gründungsvorsitzender des Zweigvereins Massenricht des Oberpfälzer Waldvereins. Unter seiner Führung entstanden das Rehgehege, der Aussichtsturm, die Berghütte und der Waldlehrpfad. Im Rahmen der Eröffnung der Rödlaser Berghütte wurde Frieser am 24. Oktober 1971 zum Ehrenbürger der Gemeinde Massenricht ernannt. Die vom damaligen Bürgermeister Fick unterzeichnete Ernennungsurkunde lautet: „In Anerkennung seiner Verdienste um die Dorfverschönerung und Heimatpflege in der Gemeinde wird Herr Lehrer Hermann Frieser zum Ehrenbürger der Gemeinde Massenricht ernannt.“
Von 1976 bis 2003 war Frieser Kreisheimatpfleger im Landkreis Amberg-Sulzbach. Neben der Volkstanzgruppe Massenricht und der Gesangsgruppe Freihunger Moila hob Frieser zahlreiche weitere Gruppen aus der Taufe. Am 20. Mai 2007 wurde Frieser im Rahmen des Tages der Volksmusik von Hans Zehetmair mit dem Ehrenpreis der Hanns-Seidel-Stiftung ausgezeichnet, der an Personen vergeben wird, „die sich neben dem eigenen Musizieren ehrenamtlich für die volksmusikalische Förderung von Jugendlichen engagieren“.

### Söhne und Töchter der ehemaligen Gemeinde Massenricht
- Franz X. Bogner (* 1953 in Rödlas) ist seit 2004 Ordinarius an der Universität Bayreuth. Er veröffentlichte zahlreiche Bücher überwiegend mit Landschaftsaufnahmen und Luftbildern.[93]
- Hermann Fellner (* 20. Dezember 1950; † 17. Mai 2020), gebürtig und aufgewachsen in Träglhof, war von 1980 bis 1990 Abgeordneter des Deutschen Bundestages. In seiner Zeit als Abgeordneter besetzte er unter anderem das Amt des innenpolitischen Sprechers der CSU-Landesgruppe. Fellner wohnte zuletzt in Freudenberg.
- Heribert Fleischmann, gebürtig in Obersteinbach, ist seit 1. Februar 2001 ärztlicher Direktor des Bezirkskrankenhauses Wöllershof.
- Sympert Fleischmann, gebürtig in Obersteinbach, ab 1914 Provinzial, 1925–1928 Prior des Klosters Reichenbach am Regen, anschließend wirkte er in Straubing. Seit 21. Oktober 2010 ist ein Wohnheim für Menschen mit Behinderungen nach ihm benannt.[94]
- M. Sigisbalda Maier (* 3. August 1885; † 14. Juli 1962), Trägerin des Verdienstordens der Bundesrepublik Deutschland[95]
- Franz Schiffl war Wirt in Massenricht. Er war Gründungsvorsitzender des Maschinen- und Betriebshilfsringes Amberg-Sulzbach e. V.[96]
- Hildegard Kohl (* 11. Januar 1953), ausgebildete Unterrichtskrankenschwester, engagiert sich für Versorgung und Betreuung von alten und kranken Menschen. Für ihr ehrenamtliches Engagement erhielt sie am 30. Oktober 2015 von Sozialministerin Emilia Müller die Bayerische Staatsmedaille für soziale Verdienste.[97]
- Sandra Luber, Chemikerin, erste weibliche Gewinnerin des Hans G. A. Hellmann-Preises für Theoretische Chemie (2017) und des Carl-Duisberg-Gedächtnispreises (2019) sowie vieler weiter Preise.

### Persönlichkeiten, die vor Ort gewirkt haben
- Toni Donhauser (* 13. März 1921; † 22. Dezember 1990) war von 4. April 1947 bis 1951 Lehrer in Massenricht. Er empfahl als Standort der Schule die gemeindeeigene Hirtenwiese als einen für alle akzeptablen Bauplatz. Donhauser war von 1974 bis 1982 Mitglied des Bayerischen Landtags.